# Liste des épisodes de Saint Seiya
Cet article présente la liste des épisodes de la série télévisée d'animation japonaise Saint Seiya inspirée du manga original du même nom, se découpant en deux parties.

## Généralités
- La série se compose de 145 épisodes.
- Ces épisodes ont été groupés par chapitres au Japon.
- En septembre 2011, la chaîne Mangas a annoncé la diffusion des dix-huit derniers épisodes, soit les arcs Inferno et Elysion, à partir du 23 novembre 2011[1] en France.

|  | Épisodes fillers (hors manga) |
|  |                               |
|  |                               |

## Première partie

### ArcLe Sanctuaire, première partie
| No | Titre des épisodes censurés (sources : TF1 et NT1) / Titre des épisodes non censurés (sources : Mangas et AB1) | Titre japonais               | Titre japonais                                | Date de 1re diffusion |
| No | Titre des épisodes censurés (sources : TF1 et NT1) / Titre des épisodes non censurés (sources : Mangas et AB1) | Kanji                        | Rōmaji                                        | Date de 1re diffusion |
| --- | --- | ---------------------------- | --------------------------------------------- | --------------------- |
| 1 | Les Légendes d'une nouvelle époque / La légende des héros renaît                                               | よみがえれ! 英雄伝説         | Yomigaere! Eiyū Densetsu                      | 11 octobre 1986       |
| Au Japon dans un Amphithéâtre romain, le tournoi des Galaxian Wars commence par un match entre le chevalier de Bronze du Lionet Ban et Jabu celui de la Licorne sous l'égide de Saori Kido, petite-fille de feu Mitsumasa Kido, dirigeant de la Fondation Graad. Pendant ce temps Seiya, grâce à son Cosmos bat Cassios, un géant dans l'arène du Sanctuaire en Grèce. Le grand Pope lui remet alors l'armure de pégase, faisant de lui le nouveau chevalier de Bronze de Pégase, un des chevaliers sacrés d'Athéna. Alors qu'il passe sa dernière nuit en Grèce avant son retour au Japon, Marine le pousse à enfuir devant Shaina, Chevalier d'argent du Serpent. Mais celle-ci les rattrape et attaque Seiya avec ses "griffres du tonerre". Il contre-attaque avec les "météores de pégase", qui n'ont que peu d'effet car Shaina peut voir les coups arriver. Même s'il revêt son armure et arrive à la vitesse du son, Shaina le surpasse. A l'arrivée des sbires de Shaina, Seiya dépasse la vitesse du son et arrive à couper le masque de Shaina laissant voir son visage ce qui est proscrit à un chevalier femme. Elle lui promet de le battre quand elle aura revêtu sa propre armure. Le lendemain matin Seiya dit au revoir à Marine avant son départ pour le Japon.                                                                             | |                              |                                               |                       |
| 2 | Quand Seiya endosse la casaque de Pégase / Que brûlent les météores de Pégase !                                | 燃えろ! ペガサス流星拳       | Moero! Pegasasu Ryūseiken                     | 18 octobre 1986       |
| Les chevaliers de Bronze du Lionet Ban et de la Licorne Jabu, poursuivent leur match de tournoi, Jabu devenant le vainqueur. Seiya revient au Japon au Manoir de la Fondation Graad pour y retrouver le président : Mitsumasa Kido. Malheureusement, ce dernier est mort depuis 5 ans. Il demande à voir sa sœur Seïka, perdue de vue depuis longtemps, après une formation de six ans en Grèce. Le grand-père de Saori lui a promis qu'il la verrait s'il récupérait l'armure. Mais celle-ci a disparu, Saori propose un marché à Seiya : s'il remporte le tournoi, la Fondation retrouvera sa sœur. Seiya refuse de se battre. Après une altercation avec Jabu, il laisse l'armure à Saori et s'en va. Avec les mots d'encouragement de son amie d'enfance Miho, Seiya change d'esprit et décide de participer au tournoi, car celui-ci est diffusé dans le monde entier et sa sœur pourra peut-être le voir à la télévision. Le premier adversaire de Seiya est Geki, chevalier de l'Ours et à cause de ses bras, Seiya semble sur le point de mourir par étranglement. Mais grâce aux enseignements de son maître Marine consistant à vaincre un adversaire en écrasant sa plus grande arme, Seiya brise les bras de Geki, source de sa force, lance des centaines de coups de pied et en sort victorieux.                                                 | |                              |                                               |                       |
| 3 | Le Chevalier des glaces / Hyôga! le Chevalier des terres glacées                                               | キグナス! 氷原の戦士         | Kigunasu! Hyōgen no Senshi                    | 25 octobre 1986       |
| Miho propose une chambre à Seiya dans sa maison du port. Saori demande à son majordome Tokumaru Tatsumi de retrouver les chevaliers du Cygne et du Phénix alors absents. En Sibérie, un jeune homme nommé Hyôga rend visite à sa mère décédée dans un navire coulé au fond d'une mer gelée. Puis, après avoir détruit un mur de glace éternel, il gagne l'armure de bronze du Cygne qu'il recelait. Hyôga se rend au Japon pour participer au tournoi, avec le grand prix : l'armure d'or pour le gagnant. Après que Saori ait fait une présentation sur l'importance du tournoi, Hyôga arrive enfin. L'adversaire de Hyôga, Ichi de l'Hydre, semble avoir un avantage avec ses griffes venimeuses, provenant de ses poings et même de ses genoux, qui continuent de se régénérer comme les têtes de l'Hydre, mais elles sont inutiles. Grâce à l'armure de Hyôga, le poison n'a jamais pénétré son corps. Ichi est vaincu par l'attaque "poussière d'étoile" de Hyôga. Qui sera le prochain adversaire de Hyôga, Seiya chevalier de Pégase ou Shiryu chevalier du Dragon? | |                              |                                               |                       |
| 4 | Le Chevalier du dragon / Un poing et un bouclier invincibles                                                   | ドラゴン! 無敵の拳と盾       | Doragon! Muteki no Ken to Tate                | 1er novembre 1986     |
| Le match entre Seiya de Pégase et Shiryu du Dragon commence. Shunrei, un ami proche de Shiryu, arrive et lui dit que son maître, Roshi, est en train de mourir et doit revenir aux Cinq Anciens Pics de Lushan. L'attaque "vol du dragon de Rozan" de Shiryu et son bouclier en diamant le rendent imparable, et il semble qu'il soit sur la bonne voie vers la victoire après avoir touché Seiya à plusieurs reprises. Mais Seiya n'est pas prêt à abandonner et risque sa vie pour que Shiryu détruise à la fois son poing et son bouclier. Avec ses armes détruites, et ayant été témoin de la détermination de Seiya. Shiryu enlève son armure et a hâte de terminer le match. Seiya enlève également son armure pour mener un combat loyal, tous deux prêts à risquer leur vie pour se battre pour ce en quoi ils croient et pour les gens qu'ils aiment. | |                              |                                               |                       |
| 5 | La Résurrection du dragon / Le Cosmos de l'amitié, une miraculeuse résurrection                                | 奇蹟の復活! 友情の小宇宙     | Kiseki no fukkatsu! Yūjō no Kosumo            | 15 novembre 1986      |
| Le match entre Seiya et Shiryu continue. Même si Shiryu est capable de bloquer la plupart des météores de Seiya, Seiya est non seulement capable de porter quelques coups, mais découvre également le point faible de Shiryu, le poing droit du dragon sur son dos, qui est l'endroit où se trouve son cœur. Si la "Colère du dragon" est déchaînée et que Shiryu, qui baisse inconsciemment sa main gauche et expose son point faible, est attaqué à cet endroit, il mourra. Les deux se frappent, Seiya frappant le point faible et remportant le match. Cependant, le cœur de Shiryu a cessé de battre. Seulement quatre minutes avant de succomber, Seiya, avec les encouragements de ses amis et du public, attaque Shiryu au même endroit par l'arrière et redémarre son cœur, le sauvant. Pendant ce temps, la chaîne de Shun chevalier d’Andromède détecte un ennemi dans le Colisée. | |                              |                                               |                       |
| 6 | Le Guerrier qui venait de l'enfer / Phénix, le guerrier qui a vu l'enfer                                       | フェニックス! 地獄を見た戦士 | Fenikkusu! Jigoku wo mita senshi              | 22 novembre 1986      |
| Alors qu'il est à l'hôpital, Shiryu prévient Seiya du retour du Chevalier du Phénix de l'Enfer. De retour au Colisée, Jabu de la licorne et Shun d'Andromède commencent leur match, Shun arrivant en tête, grâce aux multiples attaques de ses Chaînes Nébulaires. Alors que Jabu est à terre, la chaîne avertit Shun d'un nom "AXIA" voulant dire "valeur" en grec puis montre l'endroit où se trouve l'armure dorée. Soudain, dans cette direction, le Chevalier du Phénix fait son apparition devant tout le public, Shun sent une énorme quantité de haine venant de lui. Après avoir attaqué Shun, Phoenix enlève les lunettes de son casque, et sa véritable identité est révélée: il s'agit d'Ikkí, le frère aîné de Shun ! Ikki, agacé par la réaction en larmes de Shun, lui donne un coup mortel à la grande horreur de ses amis et du public. | |                              |                                               |                       |
| 7 | L'armure d'or disparaît / Le Vol de l'armure d'or                                                              | うばわれた! 黄金聖衣         | Ubawareta! Gōrudo Kurosu                      | 29 novembre 1986      |
| Jabu tente d'arrêter Ikki mais est rapidement vaincu. Seiya se souvient alors de qui était le Phénix. Ikki était autrefois une personne noble et attentionnée lorsqu'il était enfant, en particulier envers son jeune frère Shun, et a proposé de prendre sa place pour s'entraîner sur l'île de la mort, un enfer sur Terre. Cependant, en raison de cette formation et des passages à tabac du majordome de Saori, Tatsumi, avant la formation, la personnalité d'Ikki s'est transformée en haine, ce qui lui a permis de survivre. Dans le présent, il bat rapidement son adversaire du tournoi, Nachi du Loup, avec sa technique d'illusion. Ensuite, les subordonnés d'Ikki, les chevaliers noirs, qui portent des armures noires similaires à ceux d'Ikki, arrivent et volent l'armure doré. Seiya jure de le vaincre et de récupérer l'armure. | |                              |                                               |                       |
| 8 | La Défaite de l'armée des ombres / À la poursuite des Phénix noirs                                             | 倒せ! 暗黒フェニックス軍団   | Taose! Ankoku Phoenix gundan                  | 6 décembre 1986       |
| Seiya, Shiryu, Hyoga et Shun s'en prennent à Ikki et ses chevaliers noirs. Seiya retrouve la cachette d'Ikki et est capable de l'empêcher de porter l'armure dorée. Les chevaliers noirs s'enfuient avec toutes les parties de l'armure. Cependant, Seiya et ses amis sont chacun capables de vaincre quatre des chevaliers Noirs, récupérant les deux bras et les deux jambes de l'armure. Shun apprend d'un Chevalier Noir que la raison du changement de son frère est l'entraînement qu'il a suivi sur l'île de la mort. Seiya entend d'un autre Chevalier Noir qu'Ikki envisage de dominer le monde. Malheureusement, Ikki et le reste des Chevaliers Noirs possèdent toujours la majeure partie de l'armure dorée. Seiya jure de récupérer le reste de l'armure tandis que Saori envoie Shiryu en quête pour réparer les armures de Pégase et du Dragon endommagées. | |                              |                                               |                       |
| 9 | Les Chevaliers de l'Apocalypse / Les Quatre Chevaliers de l'Apocalypse                                         | 強敵! 暗黒四天王あらわる     | Kyôteki ! Ankoku shiten nô arawaru            | 13 décembre 1986      |
| Le Galaxian War Tournament est suspendu jusqu'à ce que le reste de l'armure dorée soit récupéré. Alors que Shun se promène dans une forêt où il s'est entraîné avec Ikki lorsqu'il était enfant, il est attaqué par l'un des quatre chevaliers noirs les plus puissants, le Cygne noir. Hyoga vient à son secours et combat son homologue. Seiya arrive pour l'aider, mais Hyoga lui dit que ce n'est pas nécessaire. Au moment où Hyoga est sur le point de terminer la bataille, les 3 autres Chevaliers noirs : Le Pegase noir, le Dragon noir et Andromède noir se font connaître et récupèrent le Cygne noir pour aller voir leur chef, Ikki. Pendant ce temps, de retour dans son manoir, Saori reçoit les conseils de l'esprit de son grand-père, lui demandant d'être une personne beaucoup plus gentille envers ses chevaliers et de leur faire preuve de compassion et de compréhension. Ikki donne à ses subordonnés des parties de l'armure d'or et ils jurent de vaincre les quatre chevaliers de bronze afin de récupérer le reste de l'armure d'or. | |                              |                                               |                       |
| 10 | La Tombe de l'armure sacrée / Le Dangereux Cimetière des armures                                               | 危うし紫龍! 聖衣の墓場       | Ayaushi Shiryū! Cloth no hakaba               | 20 décembre 1986      |
| Saori parle à Seiya d'un défi lancé par Ikki dans les montagnes du Nord et se montre inquiet pour lui, ce qui surprend Seiya. Shiryu arrive à Lushan et son maître Roshi révèle que sa prétendue mort imminente était un mensonge pour le tester. Après avoir été préparé par son maître, Shiryu se dirige vers Jamir pour trouver Mu, qui répare les tissus. Une fois qu'il a vaincu les mauvais esprits squelettiques des chevaliers décédés, Shiryu arrive à Jamir et rencontre enfin Mu et son disciple Kiki. Il apprend alors de Mu que pour restaurer les tissus, Shiryu doit renoncer à sa vie. Alors que Seiya se réveille d'un autre cauchemar de la mort de Shiryu, le moment de combattre les chevaliers noirs est arrivé. | |                              |                                               |                       |
| 11 | Seya affronte son double / Combat contre la sinistre mort noire                                                | 死闘! 恐怖の黒死拳           | Shito! Kyofu no kokushiken                    | 27 décembre 1986      |
| Le jour du défi d'Ikki est arrivé. Seiya et les autres se dirigent vers les montagnes du Nord sur le mont Shishigabana. Une fois sur place, Shun donne des cloches à ses amis afin de se localiser lors des combats et ils se séparent. Kiki arrive et livre l'armure de Pégase restaurée de Seiya. Il révèle également ce qui est arrivé à Shiryu. Il y a une semaine, Shiryu a donné la majeure partie de son sang pour restaurer l'armure de Seiya. Impressionné par l'amitié de Shiryu, Mu arrête le saignement et restaure l'armure. Seiya, maintenant soulagé que son ami revienne, part combattre Ikki. Il rencontre ensuite le Pégase noir et parvient à le vaincre avec les Météores de Pegase, récupérant la jupe de l'armure d'or, bien qu'il ait reçu quelques attaques des Météores noires. Mais avant de mourir, le Pégase noir le met en garde contre la peste noire. Pendant ce temps, Hyoga tue rapidement le Cygne Noir avec son "Tonnerre de l'Aurore" et récupère les épaules de l'armure d'or. Cependant, avant sa mort, le Cygne Noir envoie un message à Ikki, l'avertissant de la technique. Seiya est affecté par la peste noire, son corps brûlant de l'intérieur et commençant lentement à devenir noir, il tombe d'une falaise. Hyoga part combattre Ikki.                                                                         | |                              |                                               |                       |
| 12 | Les Chaînes de l'amitié / La Chaîne nébulaire de l'amitié                                                      | つかめ! 友情の星雲鎖         | Tsukame! Yūjō no Nebyura Chēn                 | 10 janvier 1987       |
| Hyoga est frappé par "L'illusion du phénix" d'Ikki, qui détruit l'esprit d'un adversaire. Enragé, à cause de l'image horriblement altérée de sa mère, Hyoga utilise le "Tonnerre de l'Aurore", mais c'est inutile, grâce au message du Cygne Noir. Ikki perce alors la poitrine de Hyoga et le vainc, volant ses parties de l'armure dorée. Shiryu est finalement arrivé avec son armure de dragon restaurée et Kiki lui rappelle l'avertissement de Mu selon lequel s'il saigne, à cause de son sacrifice pour la réparation, l'hémorragie ne s'arrêtera pas et il mourra. Shun trouve Seiya et tente de le sauver, mais Andromède noir l'attaque sans pitié. Seiya se sacrifie et tombe plus profondément dans les abysses pour permettre à Shun de se battre sans souci. Attristé et enragé, Shun tue Andromède noir et récupère le corps de l'armure d'or. Le Dragon Noir arrive pour se battre, et Shiryu arrive également. Les deux dragons s'affrontent pendant que Shun va sauver Seiya. | |                              |                                               |                       |
| 13 | Exploits explosifs / Le Dragon flamboyant                                                                      | 燃えあがれ! 炎の一撃         | Moe agare! Honoo no ichigeki                  | 17 janvier 1987       |
| Pendant le combat, Shiryu commence à saigner et le Dragon Noir prend le dessus pour l'abattre. Shiryu ignore les ordres de son maître de ne pas utiliser la "Colère du dragon" lorsqu'il est épuisé, sinon il mourra. Mais il décide quand même de l’utiliser, pour se battre pour l’amitié. Cependant, c'est inefficace. Avant que Shiryu ne succombe, le Dragon Noir lui sauve la vie en touchant le point de pression et en arrêtant le saignement. Le Dragon Noir saigne à mort à la place de Shiryu, se sacrifiant, croyant en l'amitié pour la première fois. Shiryu sauve Seiya du sang noir dans son corps, frappant ses étoiles, lui permettant de s'écouler. Ensuite, il part avec Shun et la plupart des parties de l'armure d'or pour trouver Ikki. Une fois qu'il a trouvé Ikki, Shun essaie d'offrir sa vie pour faire changer d'avis son frère, mais Seiya arrive juste à temps et commence la bataille finale. | |                              |                                               |                       |
| 14 | La Défaite du fantôme du diable / La Défaite de l'illusion du Phénix                                           | 敗れたり! 幻魔拳             | Yaburetari! Genmaken                          | 24 janvier 1987       |
| Hyoga arrive et se révèle avoir survécu à l'attaque d'Ikki. Ikki attaque Hyoga avec son illusion, mais cela se retourne contre lui car Hyoga la lui renvoie. Son illusion étant désormais inutile, Ikki recourt à sa technique de "l'envol du Phoenix" pour vaincre les quatre Chevaliers de Bronze. Cependant, l'armure d'or s'est assemblée et a protégé Seiya. Les deux chevaliers commencent à se battre. Même si Seiya détruit l'armure du Phoenix, Ikki a le dessus, puisque son armure possède la capacité de renaître de ses cendres. Ikki est sur le point d'achever Seiya. Cependant, le bouclier de Shiryu et les chaînes de Shun vont aider Seiya quand il bat Ikki avec un "Météore de Pégase" combiné avec la "Poussière de Diamant" de Hyoga. Grâce à leur amitié, les chevaliers de Bronze sont victorieux. Alors que Shiryu, Shun et Hyoga se réveillent, Seiya demande à Ikki pourquoi il a tant changé. | |                              |                                               |                       |
| 15 | Le Secret du Phoénix / Le Secret d'Ikki enfin révélé                                                           | 今あかす! 一輝の謎           | Ima akasu! Ikki no nazo                       | 31 janvier 1987       |
| Ikki révèle son entraînement exténuant sur l'île de la mort. Son maître lui a appris à utiliser la haine pour gagner, mais Ikki est tombé amoureux de la fille de son maître, Esmeralda. Cependant, un jour, Esmeralda a été accidentellement tuée par son père alors qu'Ikki le combattait. Enragé par le manque d'intérêt suscité par la mort de sa fille, Ikki tua son maître. Depuis ce jour, Ikki est devenu le chevalier du Phoenix, le chef des chevaliers noir et une créature de haine. De retour dans le présent, Seiya et les autres tentent de faire d'Ikki leur camarade, mais le géant Docrates et ses hommes arrivent du sanctuaire en Grèce et volent la majeure partie de l'armure d'or. Ikki donne à Seiya le Casque d'Or et se sacrifie en créant une énorme avalanche avec son envol du Phoenix pour tuer Docrates. Seiya et ses amis jurent de protéger le casque, de récupérer le reste de l'armure dorée et de venger Ikki. | |                              |                                               |                       |
| 16 | L'Attaque surprise / L'Offensive du géant Docrates                                                             | 巨大! ドクラテスの猛襲       | Kyodai! Docrates no moshu                     | 7 février 1987        |
| Le chaos règne dans le monde entier, et notamment dans le Sanctuaire en Grèce, en raison de la mort subite du Pope. Son frère Arlès prend le relais, règne d'une main de fer et ordonne à ses hommes de récupérer l'armure d'Or. La nouvelle direction du Sanctuaire encourage les chevaliers à se battre les uns contre les autres. Shaina et Marine s'affrontent dans un combat mortel. De retour au Japon, Seiya et ses amis sont découragés après leur combat, mais possèdent toujours le casque de l'armure d'Or. Malheureusement, Docrates a survécu et attaque le manoir Kido pour récupérer le casque. Même si Seiya et ses amis le retiennent, Docrates kidnappe Saori et demande d'apporter le casque au Colisée. | |                              |                                               |                       |
| 17 | Il faut sauver Saori / Au secours de Saori                                                                     | 救え! 沙織の危機             | Sukue! Saori no kiki                          | 14 février 1987       |
| Docrates s'échappe avec Saori et Tatsumi comme otages. Hyoga propose un plan. Seiya et Shun emmènent le casque au Colisée, tandis que Shiryu et Kiki retournent au mont Shishigabana pour trouver le reste de l'armure dorée. Docrates se révèle être le frère aîné de Cassios et veut se venger de ce que Seiya a fait à son frère. Les hommes de Docrate s'enfuient avec le casque, mais Hyoga les bat et récupère le casque. Il retourne ensuite au Colisée pour aider ses amis. Il utilise une technique, enseignée par son maître, qui fige les énormes jambes de Docrate, l'immobilisant. Seiya et Shun font alors équipe pour tuer Docrates, sauvant ainsi Saori et Tatsumi. Malheureusement, Shiryu et Kiki arrivent trop tard alors qu'un hélicoptère s'envole avec le reste de l'armure d'or. | |                              |                                               |                       |
| 18 | Les Chevaliers des Abysses / Les Chevaliers des Abysses                                                        | 大暴れ! カリブの幽霊聖闘士   | Dai abare! Karibu no Ghosts Saints            | 21 février 1987       |
| Gigas, l'homme de main du pope Arles, demande à Shaina de contacter son ami Gheist et ses chevaliers fantômes, le serpent de mer, le dauphin et la méduse, qui ont été exilés par le pope précédent en raison de leur nature violente. Ils détournent l'un des pétroliers de Saori dans les Caraïbes et demandent aux quatre chevaliers de Bronze d'apporter le casque de l'armure d'Or, sinon le pétrolier sera détruit et l'équipage tué. Une fois sur le navire, Seiya distrait deux des chevaliers tandis que Shun empêche le chevalier de la méduse de détruire le navire avec sa chaîne Nebulaire. Seiya, Shiryu et Hyoga prennent le dessus et battent presque leurs ennmis. Cependant, Gheist jette une illusion pour tromper les chevaliers de Bronze, et les chevaliers fantômes parviennent à voler le casque. | |                              |                                               |                       |
| 19 | L'Île du Spectre / Bataille sanglante sur l'île du Spectre                                                     | 生か死か! 魔界島の血戦       | Seika shika! Makaito no kessen                | 28 février 1987       |
| Saori donne aux chevaliers découragés la confiance nécessaire pour poursuivre leur mission et révèle l'emplacement de la cachette de Gheist : l'Île du Spectre. Une fois sur place, Seiya bat le chevalier du serpent de mer avec l'aide de Hyoga, mais Hyoga se repose pour récupérer son énergie. Shiryu bat le chevalier du Dauphin, mais est électrocuté par la méduse et doit se reposer. Shun subit le même sort, mais Seiya tue la méduse. Seiya arrive au château de Gheist et la combat. Cependant, la technique "griffes du tonnerre" de Gheist, la même technique que celle de Shaina, le surprend, mais grâce au casque d'or, Seiya bat Gheist et retrouve ses amis, casque à la main. | |                              |                                               |                       |
| 20 | La Trahison du seigneur des Glaces / La Revanche de Shina                                                      | 本気で戦え! シャイナの逆襲   | Honki de tatakae! Shaina no gyakushu          | 7 mars 1987           |
| Lorsque le Colisée au Japon est incendié, les chevaliers décident de se cacher pour protéger le casque. Shun accompagne Saori et le casque dans sa villa de montagne. Seiya, Shiryu et Hyoga vont parler avec leurs maîtres respectifs pour obtenir des informations sur le sanctuaire. Marine, la maîtresse de Seiya, apprend que le maître de Hyoga, Crystal, est sous le contrôle du pope Arles. Seiya arrive en Grèce pour voir Marine, mais est attaquée par Shaina, portant son armure Ophiucius. Seiya est sur le point de perdre la bataille, mais Marine intervient et prévient Seiya que Hyoga est en danger. Seiya part aider son ami. Hyoga arrive en Sibérie et constate que le village est abandonné. Hyoga retrouve alors son jeune ami Jakob, qui lui dit que les villageois sont obligés de construire une pyramide de glace et que Crystal a complètement changé. Hyoga affronte son maître et Crystal l'attaque. | |                              |                                               |                       |
| 21 | Le disciple affronte le maître / Cruel face-à-face sous l'aurore boréale                                       | 非情! オーロラの対決         | Hijo! Aurora no taiketsu                      | 14 mars 1987          |
| Hyoga ne peut pas se résoudre à combattre son maître, qui lui a appris à être un chevalier. Il part sauver les villageois. Seiya arrive en Sibérie pour lui donner un coup de main et demande à Jakob de le conduire à la pyramide de glace. Hyoga bat les hommes armés qui ont forcé les villageois à travailler et les libère. Crystal apparaît alors pour combattre son disciple. Hyoga est sur le point d'être tué, mais est sauvé par Seiya. Après avoir récupéré, Hyoga libère une "poussière de diamant" mortelle et vainc son maître. Cependant, Crystal revenu à la normale se relève et détruit la pyramide de glace. Malheureusement, il succombe à ses blessures et meurt dans les bras de Hyoga. | |                              |                                               |                       |
| 22 | Le Retour du Phoénix / La Renaissance d'Ikki                                                                   | 炎の復活! 不死身の一輝       | Honoo no fukkatsu! Fujimi no Ikki             | 21 mars 1987          |
| Gigas et son disciple, le chevalier de la Flamme, arrivent au Japon et complotent pour voler le casque de l'armure d'or puisque les chevaliers de Bronze sont partis. Ils ont mis le feu au manoir Kido pour attirer les chevaliers. Tatsumi mord à l'hameçon et est obligé de révéler l'emplacement du casque. Shun enfile son armure et défie le chevalier de la Flamme, cependant, il n'est pas à la hauteur. Alors que la bataille semble perdue, Ikki apparaît des flammes, bien vivant, combattant désormais aux côtés de la justice. Ikki tue facilement le chevalier de la Flamme, tandis que Gigas s'enfuit. Shun et Saori sont ravis de retrouver Ikki, et Seiya et Hyoga arrivent juste à temps pour retrouver leur cher ami et camarade. | |                              |                                               |                       |
| 23 | L'Ange de la mort / Le Chevalier d'argent, un noble assassin                                                   | シルバー聖闘士! 誇り高き刺客 | Silver Saints! Hokori takaki shikaku          | 28 mars 1987          |
| Au Sanctuaire, Phaeton, le nouveau chef d'état-major, envoie Marine et un chevalier d'Argent au Japon afin de tuer Seiya. Tout en célébrant le retour d'Ikki et en discutant des projets d'Arles, Saori demande à Seiya et ses amis de se détendre pendant quelques jours. Alors qu'il sort avec son ami d'enfance Miho sur une plage, Seiya rencontre Marine, qui se révèle être chevalier d'Argent de l'Aigle, et Misty du Lézard. Seiya demande à Miho d'avertir Saori et combat Misty, Kiki lui apportant l'armure de Pégase. Cependant, Seiya n’est pas à la hauteur. Soudain, Marine attaque Seiya, lui transperçant le cœur. Alors que Marine part, Misty sort Seiya de sa tombe de fortune et révèle que Marine n'a pas réellement tué Seiya. Le chevalier d'Argent du Lézard dit que Marine sera exécutée pour sa trahison et commence à poursuivre Seiya. | |                              |                                               |                       |
| 24 | Le Vol de Pégase / L'Envol de la comète de Pégase                                                              | 飛べペガサス! すい星のように | Tobe Pegasus! Suisei no yo ni                 | 11 avril 1987         |
| Misty jette Seiya dans l'océan, mais il se relève. Seiya n'a pas pu porter un seul coup à cause du champ de force de Misty qui le bloque. Après avoir lutté pendant un moment, il attaque à nouveau. Même s'ils semblent inutiles, un coup le touche, blessant Misty pour la première fois. Seiya utilise alors deux nouvelles techniques pour vaincre Misty une fois pour toutes : la Comète de Pégase et la Tempête de Pégase. Plus tard dans la journée, Marine rencontre deux autres chevaliers d'Argent, Moïse de la Baleine et Asterion du Chien de Chasse. Ils découvrent le cadavre de Misty et découvrent que Marine les a trahis. Moïse est capable de la vaincre grâce à la capacité de lecture dans les pensées d'Astérion. Utilisant Marine comme appât, Moïse et Asterion attirent Seiya vers eux, discutant du fait que Marine cherchait son jeune frère et croyait que Seiya était son frère. Kiki prévient Seiya que Marine est en danger. Il arrive à la plage et combat Moïse, mais est sur le point d'être vaincu. Moïse révèle alors que Marine est la sœur perdue depuis longtemps de Seiya. Requinqué après avoir entendu la nouvelle choquante, Seiya tue rapidement Moïse et va sauver Marine, mais Asterion se met en travers de son chemin. Pendant ce temps, Hyoga, envoyé par Saori, est en route vers la plage pour aider Seiya. | |                              |                                               |                       |
| 25 | La Révélation / Ensemble, protégeons Athéna !                                                                  | 戦え! アテナのもとで         | Tatakae! Atena no moto de                     | 18 avril 1987         |
| Seiya ne peut pas toucher Astérion à cause de sa lecture dans les pensées. Seiya est alors vaincu, mais Marine arrive, grâce à Kiki qui l'a sauvée de l'océan. Marine a l'esprit complètement vide afin de tuer Asterion. Quand Seiya se réveille, Hyoga et Kiki sont là avec lui, et il trouve un message écrit par Marine : « Seiya, garde Athéna ». Les cinq chevaliers de bronze rencontrent Saori au Colisée et Tatsumi révèle la vérité que lui a dit Mitsumasa Kido. Il y a treize ans, Mitsumasa, qui était en voyage en Grèce, trouva un chevalier mourant nommé Aiolos. Avec lui se trouvaient l'armure d'Or et une petite fille. Aiolos a supplié Mitsumasa de protéger l'armure et le bébé, révélant qu'elle était une réincarnation de la déesse Athéna, et de donner l'armure d'or à quelqu'un digne de le posséder. Saori est choquée mais accepte la vérité, révélant un Cosmos puissant et doux à ses chevaliers, qui acceptent également Saori comme Athéna. À ce moment-là, un autre Chevalier d'Argent, Babel du Centaure, apparaît pour tuer les chevaliers de Bronze. Cependant, trois chevaliers mystérieux apparaissent du ciel. | |                              |                                               |                       |
| 26 | Amis ou Ennemis / Les Chevaliers d'Acier, amis ou ennemis                                                      | 敵か味方か! スチールセイント | Teki ka mitaka ka! Steels Saints              | 25 avril 1987         |
| Les trois guerriers mystérieux, connus sous le nom de chevaliers d'acier, Sho de l'air, Daichi de la Terre et Ushio de la Mer, apparaissent et assistent les chevaliers de Bronze. Cependant, on ne sait pas de quel côté se trouvent les chevaliers mystérieux et ils disparaissent. Hyoga est capable de tuer Babel, lui faisant savoir que la déesse Athéna est de leur côté. Au Sanctuaire, Shaina, révélée être un chevalier d'Argent comme Marine, fait appel à deux chevaliers d'argent, Spartan, qui a des capacités de télékinésie, et Argol de Persée, qui peut transformer les gens en pierre avec son Bouclier de Méduse. Pendant ce temps, Seiya, Shiryu et Shun se dirigent vers la Grèce en avion pour une mission de reconnaissance. Cependant, Spartan amène l'avion sur une île de la Méditerranée. | |                              |                                               |                       |
| 27 | Le Bouclier de la Méduse / Le Bouclier de la Méduse                                                            | 星矢が石に! メドゥサの盾     | Seiya ga ishi ni! Medusa no tate              | 2 mai 1987            |
| Shaina combat Seiya tandis que Shun et Shiryu combattent respectivement Argol et Spartan. Seiya est capable de la vaincre avec ses nouvelles techniques, mais Shun est transformé en pierre par Argol. Seiya est également transformé en pierre, mais Shiryu a été épargné, grâce à son bouclier du Dragon. Spartan tente de retenir Shiryu pour qu'Argol le transforme en pierre, mais Shiryu s'écarte et Spartan est également transformé en pierre, maintenant Shiryu va se battre en tête-à-tête avec Argol. Seiya et Shun ne peuvent pas revenir à la normale jusqu'à la mort d'Argol. Argol attaque Shiryu encore et encore pour essayer de l'empêcher de se cacher avec son bouclier. | |                              |                                               |                       |
| 28 | Le Sacrifice du Dragon / Le Sacrifice du Dragon                                                                | ドラゴン! 捨て身の一撃       | Dragon! Sutemi no ichigeki                    | 9 mai 1987            |
| L'envol du Dragon de Shiryu est inutile contre Argol car il ne peut pas risquer de regarder le Bouclier de Méduse. Malheureusement, son Bouclier du Dragon est transformé en pierre pendant la bataille. Mais dès qu'il est sur le point de perdre, il est sauvé par les chevaliers d'acier. Cependant, Argol les vainc rapidement. Shiryu se rend compte qu'il existe un moyen de le combattre : il s'aveugle. Avec ses sens aiguisés, Shiryu est capable de détruire le bouclier et de tuer Argol, restaurant ainsi Seiya et Shun. Les chevaliers d'acier partent et Spartan est obligé de s'enfuir, avec Shaina à la suite. Un avion, appelé par les chevaliers d'acier arrive pour ramener les chevaliers chez eux. Pendant que Shiryu est à l'hôpital, Seiya, Saori et les autres apprennent l'origine des chevaliers d'acier . Le Dr Asamori, un scientifique engagé par Mitsumasa Kido, a construit les armures d'acier mécaniques afin qu'ils puissent aider les chevaliers de bronze. De retour à l'hôpital, Shiryu a survécu, mais ses amis reçoivent une terrible nouvelle : Shiryu ne pourra plus jamais voir. | |                              |                                               |                       |
| 29 | Enlèvement d'une déesse / Saori enlevée par des corbeaux !                                                     | 誘拐! 沙織を襲うカラス軍団   | Yukai! Saori o osou karasu gundan             | 16 mai 1987           |
| Shunrei ramène Shiryu à Lushan pour récupérer. De retour au Sanctuaire, Shaina décide d'aller au Japon pour tuer Seiya, puisqu'il avait vu son visage lors de leur première bataille, ce qui est interdit aux femmes chevaliers. Seiya est en colère contre Shiryu incapable de faire partie de leur groupe, et Ikki décide qu'il en a assez de son comportement enfantin et part, voulant faire les choses par lui-même. Cependant, le départ d'Ikki vise à semer la confusion dans le Sanctuaire et il est convaincu que Shiryu reviendra. Soudain, Saori est kidnappée par une volée de corbeaux, contrôlés par Jamian le chevalier du Corbeau. Seiya court après elle et est presque vaincu par Jamian, mais se relève et va sauver Saori. | |                              |                                               |                       |
| 30 | Les Flammes du cosmos / Brûle, Cosmos de l'amour !                                                             | 燃えあがれ! 愛のコスモ       | Moegare! Ai no Cosmo                          | 23 mai 1987           |
| Seiya est capable de sauver Saori, mais se casse le bras droit. Acculé par Shaina et Jamian, Seiya saute avec Saori depuis une falaise. Le lendemain, Shaina trouve Saori protégeant un Seiya inconscient. Alors que Jamian arrive pour emmener Saori au sanctuaire, Saori révèle son cosmos athénien et attaque les corbeaux de Jamian. Hyoga et Shun arrivent à temps pour les aider, Shun tuant Jamian. Hyoga est capable de vaincre Shaina, mais dès qu'ils sont sur le point de partir pour donner des soins médicaux à Seiya, deux autres chevalier d'Argent arrivent. | |                              |                                               |                       |
| 31 | À la frontière de la mort / Une illusion entre la vie et la mort                                               | 幻魔! 生死のデッドライン     | Genma! no deadline                            | 30 mai 1987           |
| Les chevaliers d'Argent, Capella du Cocher et Dante du Cerbère, arrivent pour emmener Saori au Sanctuaire. Malheureusement, Hyoga et Shun sont jetés de la falaise par Dante et ses boulets à pointes. Ikki arrive soudainement pour combattre les deux chevaliers d'Argent. Ikki tue Capella en le frappant avec son Illusion du diable, et regardant le chevalier d'argent se faire trancher avec ses propres soucoupes. Dante, épuisé d'avoir combattu Ikki, se relève, mais Shun revient aux côtés de Hyoga. Alors qu'Ikki part, Shun tue Dante. | |                              |                                               |                       |
| 32 | L'Île sanglante / L’Ultime éruption de l'île de la Mort                                                        | 大爆発! デスクイーン島       | Dai bakuhatsu! Death Queen to                 | 6 juin 1987           |
| Ikki reçoit un défi du nouveau chef de l'île de la mort, Django. Seiya se remet de ses blessures et part avec ses amis aider Ikki. En pensant à Esmeralda, son amante décédée, Ikki comprend pourquoi il se bat et jure de débarrasser le monde des chevaliers Noirs. Django, trois chevaliers Noirs et le Phoenix noir arrivent pour tuer Ikki. Alors qu'il est sur le point d'être vaincu, Esmeralda parle à Ikki depuis le Grand Au-delà et lui dit de continuer à vivre. Seiya et les autres arrivent et tuent les trois chevaliers Noirs. Ikki tue Django et le Phoenix noir. Mais tout le défi était un piège tendu par le grand pope Arles. Il fait exploser le volcan de l'île qui s'enfonce dans la mer. Mais Saori parvient à sauver ses chevaliers du désastre. | |                              |                                               |                       |
| 33 | Les Larmes du Dragon / Confrontation entre Tigre et Dragon                                                     | 龍虎激突! 光なきドラゴンの涙 | Ryuko Gekitotsu! Hikari naki Dragon no namida | 13 juin 1987          |
| Shiryu est encore en convalescence, avec Shunrei à ses côtés qui prend soin de lui. Malheureusement, son maître ne peut pas soigner ses yeux. Ikki quitte à nouveau le groupe, tandis que Seiya décide qu'il en a assez et décide de retrouver Mû, afin qu'il guérisse les yeux de Shiryu. Ohko, un ancien rival de Shiryu qui s'est également entraîné pour gagner l'armure du Dragon, arrive pour le défier. Ohko a été expulsé par leur maître en raison de sa nature violente, alors il a voyagé à travers le monde, battant d'innombrables adversaires et juré de se venger de Shiryu et de son maître. Au milieu de leur combat, Shunrei révèle que Shiryu est aveugle. Ohko part, déçu que Shiryu ne soit pas aussi fort qu'il se souvient. Shiryu, cependant, est furieux parce qu'il sent qu'il n'est pas assez fort pour protéger Shunrei ou rejoindre ses amis. Seiya est sur le point d'atteindre Jamir, en espérant que Shiryu n'abandonne pas. | |                              |                                               |                       |
| 34 | Le Grand Défi / Repose en paix, mon ami…                                                                       | さらば友よ! やすらかに眠れ   | Saraba tomo yo! Yasuraka ni nemure            | 20 juin 1987          |
| Le maître de Shiryu lui rappelle de se concentrer sur la raison pour laquelle il se bat. Cette raison lui donnera une véritable force. Shiryu rencontre Ohko pour régler leurs comptes, cependant, Okho se bande les yeux pour en faire un combat égal. Ohko prend rapidement le dessus, mais comme Shiryu pense à ses amis, la raison pour laquelle il se bat, il est capable de vaincre Ohko en utilisant l'envol du Dragon. Alors qu'Ohko meurt dans ses bras, Shiryu promet de continuer à se battre en portant l'armure du Dragon en son honneur. Pendant ce temps, les parties de l'armure d'or du manoir Kido et du Sanctuaire se réunissent. L'armure du Sagittaire reconstituée coule au milieu d'un lac. | |                              |                                               |                       |
| 35 | La Source magique / Ouvre les yeux, Shiryu !                                                                   | 決死行! 開けドラゴンの目よ   | Kesshi iki! Hirake Dragon no me yo            | 27 juin 1987          |
| Saori et Arles cherchent désespérément à retrouver l'armure. Saori a envoyé Sho chercher Seiya et l'informer de la nouvelle. Seiya arrive à Jamir, mais Mû est introuvable. Cependant, Kiki parle à Seiya de l'eau de vie, trouvée sur le mont Jandara. On dit que l’eau guérit toutes les maladies, mais il est difficile d’atteindre la source. Seiya se rend à la montagne et relève de nombreux défis, se rappelant qu'il fait cela pour Shiryu. Il trouve enfin la source de l'Eau de Vie. Pendant ce temps, Kiki est attaqué par Arachné le chevalier de la Tarantule, envoyée par le Sanctuaire pour trouver Mû et lui faire localiser l'armure d'or. Seiya arrive et commence à se battre, mais Arachné absorbe son Cosmos à l'aide de sa "toile d'araignée". Sho arrive à temps pour aider Seiya. Seiya enfile son armure et tue Arachné avec son Météore de Pégase. Alors que Sho l'informe de ce qui s'est passé, Seiya demande à Kiki d'apporter l'Eau de Vie à Shiryu et part avec Sho pour retourner au Japon. | |                              |                                               |                       |
| 36 | Les 12 armures d'or / Douze armures d'or ?!                                                                    | 驚き! 12体のゴールドクロス   | Odoroki! Juni tai ni Gold Cloth               | 4 juillet 1987        |
| Seiya revient au Japon, il a de la fièvre due à l'épuisement et est admis à l'hôpital. Le pope Arles, désespéré de trouver l'armure d'or, convoque l'un de ses chevaliers les plus puissants, le chevalier d'or du Scorpion Milo, et l'informe de la défaite des chevaliers d'argent face aux chevaliers de bronze. Arles révèle que l'armure d'Or du Sagittaire n'est pas la seule, puisqu'il en existe 12. Il révèle également qu'Aiolos, le chevalier d'Or du Sagittaire, s'est jadis échappé du Sanctuaire avec une petite fille et les a trahis. Enfin, neuf chevaliers d'or sont fidèles au sanctuaire, mais deux chevaliers les « trahissent » ; les chevaliers du Bélier et de la Balance. Aiolia, le frère cadet d'Aiolos et chevalier d'Or du Lion, est envoyé pour récupérer l'armure d'or. Pendant ce temps, Shaina confronte Seiya, révélant qu'il a vu son visage pendant son enfance et qu'elle est déterminée à le tuer. | |                              |                                               |                       |
| 37 | Le Choix difficile de Shina / L'Amour ou la Mort ?                                                             | 仮面が叫ぶ! 愛か死か         | Kamen ga sakebu ! Ai ka shi ka                | 11 juillet 1987       |
| Seiya refuse de combattre Shaina. Soudain, Aiolia apparaît et réclame l'armure d'or du Sagittaire, mais se rend compte qu'il n'est pas en possession des chevaliers de Bronze. Aiolia révèle que son frère Aiolos a trahi le Sanctuaire et a été qualifié de traître, alors il a juré de devenir un chevalier d'Or afin d'effacer son nom. Seiya attaque, mais Aiolia esquive l'attaque sans difficulté. Il explique que tous les chevaliers d'Or se déplacent à la vitesse de la lumière, tandis que les chevalier de bronze se déplacent à la vitesse du son. Aiolia frappe, mais Shaina prend le coup, protégeant Seiya. Elle révèle ensuite que les chevaliers femmes doivent faire un choix si leur visage est vu par un homme : le tuer ou l'aimer, et Shaina est tombée amoureuse de lui. En colère, Seiya frappe sans effet, Aiolia accepte de l'épargner pour l'instant, afin de sauver la vie de Shaina. Soudain, trois chevaliers d'Argent apparaissent, envoyés par le Pope pour veiller sur Aiolia. Sirius du grand chien, Dio de la Mouche et Algheti d'Hercules attaquent Seiya, mais ensuite, l'armure d'or du Sagittaire, sous une nouvelle forme, apparaît et recouvre Seiya. Il elimine ensuite les trois chevaliers d'Argent en même temps.                                                                                                | |                              |                                               |                       |
| 38 | La Révélation de Saori / Duel contre un Chevalier d'or                                                         | 激突! ゴールドセイント       | Geki totsu! Gold Saint                        | 18 juillet 1987       |
| Aiolia attaque Seiya, mais maintenant qu'il porte l'armure d'or du Sagittaire, il est désormais capable de suivre le rythme. Cependant, Aiolia prend le dessus et assomme Hyoga et Shun, venus aider Seiya. Saori apparaît soudainement et révèle à Aiolia qu'elle est en fait Athéna. Aussi qu'il y a treize ans, Arles a tenté de la tuer alors qu'elle était encore bébé. Aiolos l'arrêta et s'enfuit avec elle et l'armure d'Or. Arles a alors menti à tout le monde et l'a qualifié de traître. Pas convaincue, Aiolia l'attaque pour voir si elle dit la vérité, mais Seiya arrête le coup. L'esprit d'Aiolos apparaît et attaque son frère. Aiolia réalise la vérité, son frère était un héros et un vrai chevalier, il prête alors allégeance à Saori, la vraie Athéna. L'armure du Sagittaire se détache du corps de Seiya et se tient aux côtés de Saori. Aiolia ramène Shaina au sanctuaire pour qu'elle récupére et confie à Seiya la protection de Saori et de l'armure d'or. La bataille contre le Sanctuaire approche à grands pas. | |                              |                                               |                       |
| 39 | Shiryu et le Masque de la mort / À la vitesse de la lumière                                                    | 光速! マッハを越える強拳     | Kosoku! Mach o koeru kyoken                   | 25 juillet 1987       |
| Shiryu reçoit l'Eau de Vie, mais elle est inefficace, cependant, son ancien maître Roshi lui assure qu'il pourra revoir un jour. Il lui parle également de l'existence des Chevaliers d'or. Soudain, hors de la cascade, le Chevalier d'or du Cancer "Masque de mort" apparaît, avec l'ordre de tuer le maître, qui se révèle être le Chevalier d'or de la Balance. Shiryu combat Masque de mort, mais est rapidement surpassé et tombe au fond du lac. Masque de mort connaît la vraie nature du Pope, mais le sert toujours, croyant que le mal peut devenir justice. Shiryu réapparaît avec son armure et repousse le Chevalier d'or. Lorsque Masque de mort est sur le point de libérer sa technique des "Cercles d’Hadès" ("Seki Shiki Meikai Ha"), Mû apparaît, se révélant être le Chevalier d'or du Bélier, repoussant l'attaque par son "Mur de Cristal". Masque de mort, surpassé, décide de battre en retraite. Shiryu défie Masque de mort car leur combat n'est pas terminé, celui-ci l'invite à l'affronter dans la Maison du Cancer s'il l'ose. Il se prépare alors à retourner auprès de ses amis. Pendant ce temps, Seiya, Hyoga et Shun attendent avec impatience le retour de leur ami. | |                              |                                               |                       |
| 40 | En route vers le Sanctuaire / En route vers le Sanctuaire…                                                     | 行くぞ! 俺たちの旅立ち       | Ikuzo! Oretachi no tabidachi                  | 1er août 1987         |
| La veille de la bataille contre le Sanctuaire, Seiya et ses amis passent du temps à l'orphelinat où ils ont grandi pour jouer avec les enfants et se souvenir des bons moments. Miho est triste que Seiya parte se battre, mais il lui dit que c'est son destin et qu'il ne mourra pas tant qu'il n'aura pas vu sa sœur. Le lendemain, Shun est confronté à June du Caméléon, une de ses amies de l'île d'Andromède, où il s'est entraîné. Elle lui raconte que Milo du Scorpion, sur ordre du Sanctuaire, a détruit l'île et tué leur ami et maître, Albiore de Céphée. Léda et Spica, élèves d'Albiore, arrivent pour prendre la vie de Shun afin d'apaiser le Sanctuaire, tout comme le destin de la constellation d'Andromède. | |                              |                                               |                       |
| 41 | L'Attaque du sanctuaire / La Grande Bataille pour sauver Athéna                                                | 聖域大決戦! アテナ最大の危機 | Seiiki daisakusen! Atena saidai no kiki       | 8 août 1987           |
| Shun parvient à se défaire de ses adversaires et rejoint ses amis à l'aéroport. Tous prennent l'avion en direction du Sanctuaire. Sur place, Seiya, Shun, Hyoga et Saori retrouvent Shiryu qui a rejoint le sanctuaire par ses propres moyens bien décidé à prêter main-forte à ses amis malgré sa cécité. Le groupe est escorté par un envoyé du Grand Pope qui leur explique l'unique façon de rejoindre la salle du maître des lieux. Le groupe apprend qu'ils devront traverser les 12 maisons des signes du zodiaque chacune gardée par un Chevalier d'Or. Mais alors que tous s'apprêtent à commencer leur périple, l'agent du pope révèle sa véritable apparence, celle de Ptolémée de la flèche qui attaque les chevaliers et Saori. Grâce à Shiryu, Seiya comprend que l'attaque de Ptolémée n'est qu'illusion et contre attaque, blessant mortellement son adversaire. Mais une mauvaise surprise attend les chevaliers car une flèche s'est plantée dans la poitrine de Saori au niveau de son coeur... | |                              |                                               |                       |

### ArcLe Sanctuaire, les 12 maisons, deuxième partie
| No | Titre des épisodes censurés (sources : TF1 et NT1) / Titre des épisodes non censurés (sources : Mangas et AB1) | Titre japonais               | Titre japonais                             | Date de 1re diffusion |
| No | Titre des épisodes censurés (sources : TF1 et NT1) / Titre des épisodes non censurés (sources : Mangas et AB1) | Kanji                        | Rōmaji                                     | Date de 1re diffusion |
| --- | --- | ---------------------------- | ------------------------------------------ | --------------------- |
| 42 | Le Septième Sens / Le Septième Sens                                                                            | 究極のコスモ! セブンセンシズ | Kyūkyoku no Cosmo ! Seven Senses           | 15 août 1987          |
| Ptolémée, juste avant de mourir, souligne que Saori n'a plus que 12 heures à vivre et que les chevaliers de Bronze doivent lui amener le grand Pope car il est le seul à pouvoir retirer la flèche de sa poitrine. Même s'ils ne veulent pas la laisser seule, Saori exhorte les chevaliers à continuer sans elle. La première Maison du Bélier, est gardée par Mû. Les chevaliers sont surpris, mais alors que Shiryu attaque, Mû et Kiki soulignent que leurs armures de bronze ont subi des dégâts majeurs à cause de toutes leurs batailles. Mû propose de réparer leurs armures. Pendant que les chevaliers attendent, Shun aperçoit une tour d'horloge avec des flammes au lieu de chiffres, et les douze flammes indiquent l'heure à laquelle Saori doit cesser de vivre. Une des flammes disparaît malheureusement car les réparations de Mû ont duré une heure. Une fois terminé, Mû explique aux chevaliers pressés que les chevaliers d'Or ont maîtrisé l'essence du Cosmos, connue sous le nom de Septième Sens, un pouvoir mystique au-delà des Six Sens. Si les chevaliers de Bronze atteignent le Septième Sens, ils ont un faible possibilité de vaincre les chevaliers d'Or. Pendant que Mû et Kiki s'occupent de Saori, les quatre chevaliers de Bronze se dirigent vers la Maison du Taureau et rencontrent son gardien, Aldebaran du Taureau. | |                              |                                            |                       |
| 43 | Le Signe du Taureau / Le Choc de la maison du Taureau                                                          | ビッグバン! 金牛宮の戦闘     | Big Bang ! Kingyū kyū no Battle            | 29 août 1987          |
| Seiya essaie de distraire Aldebaran avec ses "Météores de Pégase", permettant à ses amis d'aller dans la Maison suivante. Malheureusement, le chevalier du Taureau assomme Shiryu, Hyoga et Shun, laissant Seiya se battre seul. Les capacités de Seiya ne semblent pas être à la hauteur de la technique de la Grande Corne d'Aldébaran, il est poussé dans une tombe par le chevalier d'Or. Seiya commence à perdre espoir, mais Saori apparaît devant lui en utilisant son Cosmos, le pressant de ne pas abandonner. Marine apparaît également devant lui, lui rappelant leur entraînement avec le principe de combat "iai". La posture d'Aldebaran ressemble à ce style de combat. Avec une nouvelle détermination, Seiya revient au combat. Alors qu'Aldebaran l'attaque à nouveau, Seiya est capable de voir à travers l'attaque à la vitesse de la lumière, de lancer une énorme contre-attaque et de briser sa posture. Aldebaran se rend compte que Seiya commence à éveiller son septième sens. Pendant le combat, ils concluent un marché : si Seiya parvient à briser l'une des cornes d'or d'Aldébaran, il sera nommé vainqueur. | |                              |                                            |                       |
| 44 | Le Temple des Gémeaux / Un labyrinthe d'ombre et de lumière                                                    | 双児宮! 光と闇の迷宮         | Sōji kyū ! Hikari to yami no meikyū        | 5 septembre 1987      |
| La bataille entre Seiya et Aldébaran fait rage. Seiya est désormais capable de voir l'attaque de la Grande Corne, de la bloquer et de la renvoyer. Il surprend alors Aldébaran et casse une des cornes. Seiya est nommé vainqueur comme promis et est autorisé à passer à la Maison suivante. Shiryu et les autres se réveillent mais Aldebaran ne leur permet pas de partir jusqu'à ce qu'ils l'aient vaincu. Seiya part à contrecœur et les avertit de l'utilisation par Aldebaran du principe "iai". Il se dirige ensuite vers la Maison des Gémeaux à la fin de la deuxième heure. Shiryu, Hyoga et Shun combinent leurs capacités, gelant ainsi les bras d'Aldebaran. Ils sont également autorisés à passer, mais pas avant qu'Aldebaran ne leur demande d'éveiller individuellement leur septième sens et de ne pas sous-estimer les chevaliers d'Or. Les chevaliers de Bronze retrouvent Seiya mais se rendent vite compte qu'ils ne peuvent pas traverser la Maison des Gémeaux car ils se retrouvent pertpetuellement à son entrée. Pendant ce temps, Aldebaran révèle à Mû que les chevaliers de Bronze n'étaient pas les traîtres que le pope Arles prétendait qu'ils étaient. Il commence aussi à douter des intentions du Pope. De retour à la Maison des Gémeaux, les quatre chevaliers de Bronze font désormais face à deux Maisons des Gémeaux, ils décident donc de se séparer. Seiya et Shiryu se dirigent vers la Maison de droite et Hyoga et Shun se dirigent vers la Maison de gauche. Hyoga et Shun tentent de trouver la sortie, mais ils rencontrent à la place le chevalier d'Or des Gémeaux. | |                              |                                            |                       |
| 45 | Une autre dimension / Que se crée une autre dimension !                                                        | 恐怖! 異次元への漂流         | Kyōfu ! Ijigen he no hyōryū                | 12 septembre 1987     |
| Shun et Hyoga font face au chevalier d'Or des Gémeaux, mais ils ne peuvent pas sentir de présence devant eux. Hyoga attaque avec sa poussière de diamant et son Tonnerre de l'Aurore, mais les deux techniques leur reviennent. Dans l'autre Maison des Gémeaux, Seiya et Shiryu rencontrent également le chevalier d'Or des Gémeaux, mais comme Shiryu est aveugle, il est immunisé contre les illusions et peut voir la sortie dans son esprit. Il empêche Seiya d'attaquer et tous deux se précipitent vers la sortie. Ils essaient de comprendre ce qui a causé les illusions, mais se dirigent ensuite vers la Maison du Cancer, convaincus que Shun et Hyoga trouveront comment s'en sortir. Pendant ce temps, le pope Arles qui est en méditation se révèle être celui qui a créé les illusions. Les chaînes de Shun sont confuses et ne peuvent pas attaquer le chevalier d'Or. Le chevalier d'Or des Gémeaux utilise sa technique "Autre Dimension" et Hyoga est envoyé dans une autre dimension. Shun a pu se sauver grâce à ses chaînes, mais il n'a pas pu sauver Hyoga. Le chevalier d'Or déclenche à nouveau la technique, mais cette fois, il brise l'une des chaînes de Shun et s'apprête à briser l'autre. | |                              |                                            |                       |
| 46 | Le Destin d'Andromeda / Une chaine offensive et défensive                                                      | 吠えろ! 攻防一体の星雲鎖     | Hoero ! Kōbō ittai no Nebula Chain         | 19 septembre 1987     |
| Le chevalier d'Or des Gémeaux brise l'autre chaîne, mais un Cosmos puissant perturbe la méditation d'Arlès, ramenant Shun à la Maison des Gémeaux, dont la sortie est désormais visible. Arles tente de découvrir qui a interrompu sa méditation. La source provenait de l'intérieur du volcan de l'île Canon, où les chevaliers se rendent pour restaurer leur pouvoir. Là, tout en rétablissant son pouvoir, Ikki a envoyé son Cosmos pour sauver Shun, promettant qu'il rejoindrait ses amis et frères au combat. Shun refuse de partir sans Hyoga, mais depuis qu'Ikki s'est rendormi, les illusions reviennent et la sortie est à nouveau refermée. Le chevalier d'Or réapparaît et libère à nouveau son "Autre Dimension", avec Shun désormais à sa merci. Après s'être souvenu des paroles de Saori, Ikki et Aldebaran, Shun récupère et éveille son septième sens afin de se battre pour ses amis et Athéna. Les deux chaînes reviennent vers lui et maîtrisent deux nouvelles techniques : "Défense tournoyante" et "Vague de tonnerre". Shun utilise la Vague de tonnerre pour attaquer celui qui a créé les illusions. Après s'être étrangement parlé, Arles autorise à contrecœur Shun à traverser sa Maison. Les illusions étant désormais parties, Shun trouve l'armure d'or des Gémeaux vide. Il quitte la maison et espère que Hyoga va bien. Pendant ce temps, dans une autre Maison, Hyoga se réveille et trouve un autre chevalier d'Or debout devant lui. | |                              |                                            |                       |
| 47 | Une fin digne d'un prince / Un héros s'éteint… Adieu Hyôga !                                                   | さらば氷河! 勇者よ眠れ       | Saraba Hyôga ! Yûsha yo nemure             | 26 septembre 1987     |
| Hyoga rencontre Camus le chevalier d'Or du Verseau, qui était le maître du maître de Hyoga, Crystal. Camus révèle qu'ils se trouvent dans la Maison de la Balance, soi-disant gardée par le maître de Shiryu, Roshi. Camus donne à Hyoga le choix de se rendre ou de le combattre. Hyoga raconte à Camus la mort de son disciple et le contrôle d'Arles sur lui. Camus ignore ses paroles et tire un rayon vers la Sibérie afin de couler au fond le navire où se trouve la mère de Hyoga. Irrité de ne plus jamais revoir sa mère, Hyoga attaque, mais en raison de la faiblesse de son Cosmos et du fait qu'il est rempli d'émotions, ses attaques sont inutiles. Camus dit à Hyoga que pour atteindre le Cosmos Ultime, le Septième Sens, il doit oublier sa mère. Cependant, Hyoga en est incapable, alors Camus bat Hyoga avec son attaque ultime, L’Exécution de l’Aurore. Alors que la troisième flamme de l'horloge s'éteint, le Cosmos de Hyoga disparaît. Camus, en guise de dernier respect envers son disciple, place Hyoga dans un cercueil glacial, qui ne fondra jamais. Camus fait ses adieux à son disciple et quitte la Maison de la Balance. | |                              |                                            |                       |
| 48 | Le Pays des ombres / Reviens du pays des morts, Dragon !                                                       | ドラゴン! 甦れ死の国から     | Dragon ! Yomigaere shi no kuni kara        | 3 octobre 1987        |
| Un autre résumé est montré, sur les batailles contre les chevaliers noirs et les chevaliers d’argent. Dans le présent, Seiya et Shiryu arrivent à la Maison du Cancer. À l’intérieur, ils sont horrifiés de découvrir que la maison est pleine de visages morts, y compris des visages d’enfants. "Masque de mort" du Cancer apparaît et révèle que les visages sont de toutes les personnes qu’il a tuées en "combattant le mal". Furieux, Shiryu dit à Seiya d’aller à la Maison du Lion pendant qu’il combat Masque de mort seul. Masque de mort libère ses ondes Sekishiki et transporte l’âme de Shiryu à Yomotsu Hirasaka, un lieu entre les mondes des vivants et des morts. Une fois là-bas, Shiryu est capable de voir et de remarquer des figures étranges marchant, et voit Hyoga à côté d’eux. Saori apparaît et lui dit que ces personnages se dirigent vers la Terre des Morts. Elle aide Shiryu à retourner dans la maison du Cancer pour vaincre Masque de mort. L'envol du Dragon est inefficace contre Masque de mort, car il a déjà vu la technique dans leur combat précédent. Shiryu est de nouveau envoyé à Yomotsu Hirasaka. Pendant ce temps, aux cinq anciens sommets de Lushan, Shunrei commence à prier pour Shiryu. | |                              |                                            |                       |
| 49 | Le Puits de l'enfer / Les Prières d'amour de Shunrei                                                           | 愛! 春麗の祈り               | Ai ! Shunrei no inori                      | 10 octobre 1987       |
| Alors que dans le Yomotsu Hirasaka, Shiryu est capable de voir à nouveau, et il sent les prières de Shunrei. Il se souvient alors de ses jours d’entraînement d’enfance et de la raison pour laquelle il est devenu un chevalier : Shunrei. Cependant, Masque de mort sent aussi les prières et va au Yomotsu Hirasaka pour finir Shiryu une fois pour toutes. Il montre ensuite à Shiryu la destination des morts, le trou de Yomotsu Hirasaka, un portail qui mène au monde des morts. Une fois que quelqu’un y tombe, ils ne peuvent jamais revenir. Masque de mort est sur le point de jeter Shiryu dans Yomotsu, mais les prières de Shunrei le distraient. Masque de mort découvre alors d’où viennent les prières. Agacé par ses prières, il utilise son Cosmos pour jeter Shunrei dans les cascades. Maintenant rempli de rage intense, Shiryu attaque Masque de mort sans pitié, jurant de le tuer, pour venger non seulement les gens qu’il a tués, mais aussi Shunrei, la personne la plus importante pour lui. | |                              |                                            |                       |
| 50 | La justice triomphe / La Violente colère de Shiryu !                                                           | 昇れ龍! 紫龍怒りのコスモ     | Nibore ryū ! Shiryū ikari no kosumo        | 17 octobre 1987       |
| L’assaut de Shiryu se poursuit, mais Masque de mort prend de nouveau le dessus, profitant de la protection que lui donne son armure d’Or. Alors que Shiryu est sur le point de tomber dans Yomotsu, les zombies, qui étaient les victimes de Masque de mort, attaquent le chevalier d’Or. Cependant, ils sont impuissants contre leur meurtrier et sont jetés dans le monde des morts. Alors que Shiryu se demande pourquoi un homme comme Masque de mort, cruel et rempli de mal, a reçu l’honneur d’être un chevalier d’or, il se souvient des paroles de son maître sur la vraie justice. Grâce à quelques encouragements de Saori, Shiryu contre-attaque, et sans avertissement, le pantalon de l'armure de Masque de mort s’enlève de son corps. Le gantelet fait de même, refusant de le protéger des attaques de Shiryu. Shiryu informe Masque de mort de la Volonté de l'armure, qui choisit le chevalier digne de le porter. Sentant que Masque de mort n’est plus digne d’être un chevalier d’Athéna, l'armure d'or du Cancer se retire de son corps. Shiryu enlève son armure du Dragon pour faire un combat équitable. Shiryu réveille alors son Septième Sens, bloque le Sekishiki de Masque de mort et le jette dans Yomotsu, le tuant. Shun arrive dans la Maison du Cancer, alors que l’âme de Shiryu retourne dans son corps. Roshi communique soudainement avec Shiryu à travers son Cosmos et l’informe que Shunrei est en vie et en bonne santé. Shiryu réalise soudainement qu’il peut voir à nouveau. Roshi lui dit qu’atteindre le Septième Sens était la cause du miracle. C’était aussi grâce à l’eau de vie que Seiya lui apporta et aux prières de Shunrei. Les visages de la Maison du Cancer ont disparu, permettant aux victimes de Masque de mort de reposer en paix. Shiryu et Shun se dirigent maintenant vers la Maison du Lion. | |                              |                                            |                       |
| 51 | Dans l'antre du lion / Le Lion d'or aux crocs acérés                                                           | なぜだ! 牙をむいた黄金の獅子 | Naze da ! Kiba o muita ôgon no shishi      | 24 octobre 1987       |
| Seiya arrive à la Maison du Lion, heureux de revoir Aiolia, mais celui-ci agit différemment, lui bloquant le chemin. Aiolia attaque soudainement Seiya avec un coup léger, lui disant que ses souffrances prendront bientôt fin. Pendant ce temps, aux abords du Sanctuaire, un inconnu encapuchonné bat des soldats pour pénétrer dans les 12 Maisons. L'étranger se révèle être Marine de l'aigle. Marine a été averti par June, l'ami de Shun, que Seiya et ses amis combattaient les 12 chevaliers d'or. Seiya confronte Aiolia sur la raison pour laquelle il a oublié sa promesse de se battre pour Athéna, sentant que quelque chose ne va pas chez lui. Refusant toujours d'écouter Seiya, Aiolia déclenche une nouvelle attaque. Seiya se rend compte qu'il doit éveiller à nouveau son septième sens afin de voir à travers les attaques d'Aiolia et de le vaincre. Marine est confrontée à Yaki, un homme géant qui a été disqualifié comme chevalier en raison de son amour du meurtre. Tout en la combattant, Yaki informe Marine qu'Aiolia va tuer Seiya. Elle ne le croit pas parce qu'elle sait qu'Aiolia est un homme droit au cœur bon. Marine prend un risque et se jette avec Yaki du haut d'une falaise. Alors qu'ils tombent tous les deux, Marine envoie son Cosmos à Seiya, lui permettant de voir à travers le coup de vitesse d'Aiolia et finalement de lui donner un coup de pied au visage. | |                              |                                            |                       |
| 52 | Le Rayon satanique / Le Rayon satanique du Grand Pope                                                          | アーレス! 伝説の魔皇拳       | Āres ! Densetsu no maôken                  | 31 octobre 1987       |
| Aiolia récupère avec des yeux rouges perçants et un air meurtrier sur le visage. Il attaque ensuite Seiya, lui cassant la jambe droite. Seiya se demande comment Aiolia est passé d'un homme bienveillant à un démon sanguinaire. Pendant ce temps, Cassios, le rival de Seiya et élève de Shaina, s'occupe d'elle après qu'Aiolia l'ait laissée avec lui pour voir le pope Arlès. Dans son sommeil, Shaina mentionne le nom de Seiya. Irrité, Cassios sort en trombe de chez lui, se souvenant que Seiya lui a coupé l'oreille gauche et l'a vaincu, gagnant ainsi l'armure de bronze de Pégase. En ville, Cassios entend des soldats parler de Seiya atteignant la Maison du Lion. Quand il revient, Shaina s'est réveillée et Cassios lui parle de Seiya et de ses amis. Shaina est soulagée à propos de la Maison du Lion, mais essaie de partir lorsqu'elle se rend compte que Shaka de la Vierge est leur prochain adversaire. Cassios lui dit qu'Aiolia est sous le contrôle de l'illusion satanique impériale du pope Arles, qui contrôle le cerveau de l'adversaire. Pendant qu'Aiolia combattait Shaka, Arles lui lança son Illusion. L'illusion s'active lorsque la victime est attaquée et la transforme en démon. L'illusion disparaîtra lorsque quelqu'un mourra devant lui. Shaina essaie de partir, mais Cassios l'assomme et se dirige vers la Maison du Lion. Pendant ce temps, Aiolia lance toujours des attaques impitoyables sur Seiya. | |                              |                                            |                       |
| 53 | Le Sacrifice / Un homme meurt par amour                                                                        | 男だ! カシオス愛に死す       | Otoko da ! Kashiosu ai ni shisu            | 7 novembre 1987       |
| Alors que Seiya est toujours à la merci d'Aiolia possédé, Shiryu et Shun se précipitent vers la Maison du Lion. Cependant, Cassios se met en travers de leur chemin et les vainc. Il se dirige ensuite vers la Maison du Lion. Seiya a toujours du mal à voir la vitesse de la lumière d'Aiolia exploser pour aider Shiryu et Shun, mais en vain. Alors qu'il subit l'éclair d'Aiolia et son attaque la plus puissante, l'éclair de Plasma, Seiya est sur le point d'être tué. Soudain, Cassios apparaît, mais à la surprise de Seiya, il attaque Aiolia et lui dit d'aller à la Maison de la Vierge. Cassios dit qu'il fait ça pour Shaina, qui voulait qu'elle soit heureuse. Il révèle qu'Aiolia est sous l'illusion du Pope et essaie de le retenir pour tenter de le ramener à la normale. Seiya ne sait pas pourquoi, mais Cassios ne voulait pas que Shaina soit triste s'il mourait. Alors qu'Aiolia tire un autre éclair de Plasma, Cassios prend l'attaque de plein fouet, se sacrifiant. Seiya éveille à nouveau son septième sens, évite l'éclair de Plasma et tire un monstrueux Météore de Pégase, frappant Aiolia. Malheureusement, Cassios est mort à cause de l'attaque. Shiryu et Shun arrivent à la Maison alors qu'Aiolia est libéré de l'illusion. Seiya pleure la perte de son rival qui le protégeait. Aiolia dit que la mort de Cassios n'a pas été vaine. La cinquième flamme de l'horloge disparaît, laissant sept heures restantes. | |                              |                                            |                       |
| 54 | Les Pires Ennemis / Le Phénix privé de ses ailes !                                                             | 一輝! 翼をもがれた不死鳥     | Ikki ! Tsubasa o mogareta fushichô         | 14 novembre 1987      |
| Aiolia guérit la jambe de Seiya et avertit les chevaliers de bronze de ne pas laisser Shaka de la Vierge, le chevalier d'or le plus proche de Dieu, ouvrir les yeux, sinon tout le monde autour de lui périra. Avec cet avertissement, les trois chevaliers se dirigent vers la Maison de la Vierge. Sur l'île Canon, les soldats du Sanctuaire attaquent les villageois à la recherche d'Ikki. Ils demandent à l'aîné du village et à sa petite-fille Elene de les emmener au volcan, mais il refuse de les conduire plus loin. Les soldats le torturent, mais alors qu'Elene appelle à l'aide, Ikki apparaît devant eux. Il tue rapidement les soldats, mais deux chevaliers d'argent apparaissent devant Ikki ; Shiva du Paon et Agora du Lotus, tous deux élèves de Shaka. Ikki attaque, mais il est paralysé par quelque chose d'étrange. Le grand-père d'Elene meurt malheureusement à cause des coups des soldats. Elene demande de l'aide, mais Shiva l'attaque. Ikki utilise son illusion du Phoenix, mais cela échoue, car lui et Agora sont éclairés, grâce aux enseignements de Shaka. Alors qu'Ikki est attaqué par Shiva, Shun sent que son frère est en difficulté, mais est convaincu qu'il peut gagner. Elene a survécu, et grâce à ses paroles, Ikki se relève. Agora se lance dans la mêlée, prête à attaquer, mais Ikki est à nouveau immobilisé. | |                              |                                            |                       |
| 55 | Athéna à la rescousse / L'Intervention divine d'Athéna                                                         | 友情のきずな! アテナの叫び   | Yūjo no kizuna ! Atena no sakebi           | 21 novembre 1987      |
| Ikki est attaqué et proche de la mort. Saori et Shun ne sentent pas son Cosmos. Grâce à Elene, Ikki réalise soudain que quelqu'un comme Elene a besoin de lui, il se réveille et la sauve. Il se bat contre Shiva et Agora, prêt à se battre pour ses amis, ou à mourir en essayant. Malheureusement, Ikki est toujours désavantagé. Shaka est celui qui immobilise Ikki, mais Saori bloque son Cosmos pour le libérer et lui dit de continuer à se battre pendant que ses amis l'attendent. Ikki contre-attaque enfin et est capable de bloquer les meilleurs mouvements de Shiva et Agora. Les chevaliers d'argent prennent momentanément le dessus, mais Ikki fait son retour et les tue avec son envol du Phoenix. Ikki revient vers Elene, victorieux, mais se demande qui pourrait être Shaka. Pendant ce temps, Seiya, Shiryu et Shun arrivent enfin à la Maison de la Vierge. | |                              |                                            |                       |
| 56 | Descente aux enfers / Shaka, l'homme le plus proche d'un dieu                                                  | シャカ! もっとも神に近い男   | Shaka ! Mottomo kami ni chikai otoko       | 28 novembre 1987      |
| Alors que Seiya et ses amis entrent dans la Maison de la Vierge, ils ressentent un cosmos rempli de paix et de sérénité. Ils rencontrent ensuite la Shaka de la Vierge. Seiya attaque, mais Shaka lui renvoie son attaque. L'envol du Dragon de Shiryu et la Chaine nébulaire de Shun sont également inutiles contre lui. Avec une seule attaque, Shaka assomme les trois chevaliers. Mais alors qu'il s'apprête à terminer Shun, Shaka est attaqué par une plume de Phénix. Ikki apparaît soudainement devant le chevalier d'or. En guise de punition pour l'avoir blessé au doigt, Shaka a fait apparaître un lac de sang aux pieds d'Ikki. Refusant d'accepter Shaka comme un être saint, Ikki fait évaporer le sang avec son Cosmos renforcé. Shaka révèle que c'est lui qui a immobilisé Ikki sur l'île Canon. Il se rend compte que le chevalier d'or pourrait être une incarnation du Bouddha. Ikki est soudainement figé sur place, et Shaka utilise sa technique des Six Incarnations, qui montre à l'adversaire les six mondes de l'Au-delà, et il doit en choisir un. Les mondes sont l'enfer, les démons affamés, le monde des bêtes, Asura, le monde des émotions humaines et le paradis. Ikki tombe inconscient, tandis que Shaka se demande dans lequel des mondes le Phénix s'est retrouvé. | |                              |                                            |                       |
| 57 | Le Supplice de Phénix / Shaka ouvre les yeux                                                                   | 無の恐怖! 目をあけたシャカ   | Mu no kyôfu ! Me o aketa Shaka             | 5 décembre 1987       |
| La pluie tombe à verse sur le sanctuaire et le pope Arles est convaincu que Shaka tuera les chevaliers de bronze. Ikki se réveille soudainement et attaque Shaka avec son illusion du Phoenix. Malheureusement pour Ikki, il ressent les effets de sa propre illusion et voit un événement traumatisant de son passé. Shaka détruit alors l'armure de bronze du Phoenix sans aucun effort et tord le corps d'Ikki. Ikki récupère et tente de s'échapper, malheureusement, il ne va pas très loin. Shaka attaque, mais Ikki réapparaît avec son armure du Phoenix restaurée, jurant d'attaquer jusqu'à ce que Shaka soit vaincu. Soudain, Shaka brûle son Cosmos plus intensément qu'auparavant, en utilisant son Anneau du Trésor Céleste, une technique alliant attaque et défense. Il est également capable de détruire les cinq sens de l'ennemi, un par un. Shaka ouvre alors les yeux, à la grande horreur d'Ikki. Ikki perd à nouveau son armure et perd son sens du toucher. Ensuite, il perd son odorat. Ikki confronte Shaka et lui demande pourquoi il se bat pour le pope Arles. Shaka élimine alors son sens du goût, paralysant sa langue. Ikki perd alors la vue. Comme Ikki peut encore entendre, Shaka répond à sa question : il se bat pour Athéna et pour la justice. Il considère le pope Arles comme un juge. Finalement, le sens de l'ouïe d'Ikki est éliminé. | |                              |                                            |                       |
| 58 | La Volonté de Phénix / Mourir pour l'amitié                                                                    | 壮烈! 友情に散った一輝       | Sōretsu ! Yūjō ni chitta Ikki              | 12 décembre 1987      |
| Dehors, six flammes de l'horloge se sont éteintes, il ne reste que six heures. Ikki n'a plus que son esprit et son cœur. Alors que Shaka porte le coup final, Shun se réveille et arrête Shaka, mais Ikki informe Shun qu'il va vaincre le chevalier d'or. Shaka attaque, mais le Cosmos d'Ikki bloque la technique et s'étend de plus en plus. Seiya et Shiryu se réveillent pour voir le Cosmos d'Ikki devenir plus fort. Shaka utilise son anneau du trésor céleste pour détruire le sixième sens d'Ikki, seul son cœur battant. Shun s'apprête à se battre, mais le Cosmos d'Ikki brûle plus qu'avant. Sans ses six sens, Ikki atteint le Septième Sens. Il apparaît soudainement derrière Shaka, réalisant qu'il garde les yeux fermés pour augmenter son Cosmos et le libère une fois qu'il ouvre les yeux. Ikki a également permis à Shaka de détruire volontairement ses sens pour augmenter son Cosmos. Il s'empare alors de Shaka, prêt à mourir avec lui. Dans une soudaine explosion de puissance, les deux parcourent des milliards de kilomètres. Avant cela, Ikki fait ses adieux à Shun et lui dit de se battre comme un homme jusqu'au bout. La seule chose qui reste après l'explosion est l'armure d'or de la Vierge. Shun pleure devant le sacrifice de son frère, mais Seiya et Shiryu n'ont pas le temps de pleurer Ikki et se dirigent vers la Maison de la Balance. Alors que Shun se souvient des derniers mots d'Ikki, il jure que la mort de son frère ne sera pas vaine et rejoint ses amis pour se rendre dans la Maison suivante. | |                              |                                            |                       |
| 59 | La Prison de glace / Reviens à la vie, Chevalier du Cygne !                                                    | 甦れ白鳥! 生と死と愛と       | Yomigaere hakuchô ! Sei to shi to ai to    | 19 décembre 1987      |
| Alors que la pluie cesse, Aiolia emmène Cassios à Shaina et sent la défaite de Shaka. Il se demande également quand prendra fin l’effusion de sang dans cette bataille. Shaina apparaît soudainement et est horrifiée de voir Cassios mort. Aiolia lui apprend qu'il est responsable de la mort de Cassios et qu'il s'est sacrifié pour le libérer de l'illusion d'Arles. Shaina se souvient de la gentillesse de Cassios envers elle et se rend compte qu'il l'aimait. Enragée, Shaina se rend aux 12 Maisons mais Aiolia l'arrête et l'assomme. Pendant que Shaina se repose au lit, Aiolia enterre Cassios, lui fait une tombe et lui demande de veiller sur Shaina pour toujours. Seiya et ses amis arrivent à la Maison de la Balance et sont choqués de trouver Hyoga gelé dans la glace. Shiryu en déduit que Camus du Verseau a gelé Hyoga, mais ils sentent que Hyoga est à peine vivant. Seiya utilise son Météore de Pégase, mais cela ne fait même pas de différence. Le cercueil est si solide que tous les chevaliers d'or réunis ne pourraient pas le détruire. Soudain, l'armure d'Or de la Balance, envoyé par Roshi, apparaît devant eux. Il est différent des 11 autres armures d'or car il contient six paires d'armes ; les nunchakus, les Épées, les Lances, les tridents, les Tonfas et les Boucliers. 12 armes au total, destinées aux chevaliers d'or. Cependant, ils ne sont utilisés que si Athéna et le chevalier d'Or de la Balance le permettent. Shiryu choisit soigneusement l'épée d'or pour briser le cercueil et libérer Hyoga. Son cœur bat à peine, mais Shun propose de le sauver. Alors que la septième heure est écoulée, Seiya et Shiryu se dirigent vers la Maison du Scorpion. Shun brûle son Cosmos pour réchauffer Hyoga de l'intérieur, risquant sa propre vie pour sauver son ami. | |                              |                                            |                       |
| 60 | La Résurrection / La Résurrection de Hyôga                                                                     | 氷河復活! この命かけて       | Hyôga fukkatsu ! Kono inochi kakete        | 26 décembre 1987      |
| Shun se souvient des derniers mots d'Ikki et de la bataille qui lui a valu l'armure de bronze d'Andromède, mais se rend compte que la bonne chose à faire est de sauver Hyoga. Seiya et Shiryu entrent dans la Maison du Scorpion et sentent le cosmos de Shun exploser. Shiryu se souvient d'une vieille fable d'un lapin sacrifiant sa vie pour sauver un voyageur, et cela ressemble au destin d'Andromède par Shun, qui a sacrifié sa vie pour sauver son peuple. Soudain, Milo du Scorpion apparaît devant eux et utilise sa Restriction pour les arrêter net. Shiryu attaque avec son envol du Dragon mais Milo échappe facilement à l'attaque. En entendant la déclaration de Shiryu selon laquelle il l'avait évité, Milo le met au défi d'attaquer à nouveau, sans qu'il bouge cette fois. Shiryu attaque à nouveau, mais Milo bloque l'attaque et l'envoie voler. Seiya éveille son septième sens et parvient à porter un coup au visage de Milo, même s'il ne s'agissait que d'une égratignure. Milo contre-attaque avant que Seiya ne puisse avoir un aperçu de son attaque. Les deux chevaliers se lèvent, prêts à combattre le chevalier d'or et à l'attaquer ensemble. Milo contre-attaque à nouveau avec son Aiguille écarlate, les laissant tous deux paralysés par la douleur cuisante de l'attaque. Le chevalier d'or est sur le point de lancer le coup final, mais Hyoga apparaît avec un Shun inconscient dans ses bras. Hyoga dit alors à ses amis de se lever, disant que tous les quatre se rendront ensemble dans les appartements du Pope. | |                              |                                            |                       |
| 61 | La Reddition ou la Mort / La Capitulation ou la Mort                                                           | 降伏か死か! この翼ある限り   | Kofuku ka shi ka ! Kono tsubasa aru kagiri | 9 janvier 1988        |
| La "restriction" de Milo est inefficace contre Hyoga, donc en représailles, il utilise son Anneau de Glace pour immobiliser Milo. Il dit alors à Seiya et Shiryu de partir avec Shun et de passer à la maison suivante. Pendant ce temps, Tatsumi arrive aux côtés de Saori. Les soldats du sanctuaire arrivent pour tuer Saori, mais Tatsumi les retient. Mû et Kiki partent soudainement, et quand Tatsumi ne peut plus les distraire, Jabu de la Licorne, ban du Lionet, Ichi de l'Hydre, Geki de l'Ourse et Nachi du Loup semblent vaincre les soldats. Ils informent Tatsumi qu'après leur défaite lors du Tournoi de Guerre Galaxien, Saori leur a permis de retourner sur leurs lieux d'entraînement pour devenir plus forts. Ils sont revenus pour protéger Athéna en attendant le retour de Seiya et de ses amis. Alors que Milo se libère, lui et Hyoga commencent leur combat. Leurs deux attaques s'affrontent, Hyoga est frappé par l'aiguille écarlate de Milo. Milo explique que son aiguille écarlate a 15 frappes, le même nombre que les étoiles de la constellation du Scorpion. Il donne alors à Hyoga le choix de se rendre ou de mourir. Hyoga refuse et continue d'utiliser sa poussière de diamant, il reçoit plus de frappes. Lorsque Hyoga reçoit la 14ème aiguille, Milo est prêt à utiliser Antares, le coup final de l'Aiguille Écarlate, également connue sous le nom de cœur de la constellation du Scorpion. Hyoga souligne que les pieds de Milo sont gelés au sol, en raison des plusieurs attaques de Diamond Dust qu'il a déclenchées. Incapable de bouger, Milo est alors frappé par l'attaque du tonnerre de l'Aurore. | |                              |                                            |                       |
| 62 | La Rage de vaincre / Avance, Fier et Vaillant Chevalier !                                                      | 進め氷河! 誇り高き勇者       | Susume Hyōga ! Hokori takaki yūsha         | 16 janvier 1988       |
| Alors que Milo récupère, Hyoga commence à saigner abondamment à cause des 14 coups d'aiguille écarlate. Il commence également à perdre ses cinq sens. Milo révèle ensuite quelles étaient les véritables intentions de Camus dans la Maison de la Balance. Camus voulait que Hyoga atteigne le Septième Sens. Tout ce qu'il a fait, c'est le tester. Puisque Hyoga ne pouvait pas oublier sa mère et atteindre le Cosmos Ultime, Camus n'avait d'autre choix que de frapper Hyoga avec son attaque ultime et de le geler. Camus ne voulait pas qu'un des chevalier d'Or le tue, alors il a choisi de le faire lui-même, prêt à attendre des centaines d'années pour qu'il revienne à la vie, même s'il savait que Hyoga finirait par trouver un moyen de s'échapper du cercueil et continuer à se battre. Milo accepte d'épargner la vie de Hyoga pour le bien de Camus et lui dit de quitter le sanctuaire. Hyoga refuse, disant que cela ne servait à rien qu'il soit gelé ainsi, et qu'il se battra aux côtés de ses amis jusqu'au bout. Pendant ce temps, la huitième heure est écoulée. Tatsumi a envoyé Geki récupérer quelque chose. Seiya et Shiryu, avec Shun dans ses bras, se dirigent vers la Maison du Sagittaire. Hyoga se lève, disant que la mémoire de sa mère est toujours avec lui et qu'il se battra, sachant que ses amis ont risqué leur vie pour lui. Hyoga lance son dernier "poussiere de diamant" tandis que Milo lance Antares. Milo frappe et il semble qu'il soit victorieux. Cependant, les 15 points étoiles de Milo ont été gelés, et il se rend compte que Hyoga l'a fait alors qu'il lançait son attaque et que Milo frappait avec Antares. Hyoga a réussi à éveiller le septième sens, si Milo ne portait pas l'armure d'or, il serait mort. Soudain, Hyoga rampe sur le sol, luttant pour partir. Milo se rend soudain compte que Saori Kido est Athéna et sauve la vie de Hyoga, arrêtant le saignement, ses sens revenant lentement. Alors que Hyoga part, Camus le regarde depuis la Maison du Verseau.                                   | |                              |                                            |                       |
| 63 | Le Sceptre d'Athéna / L'Harmonie des douze armures d'or                                                        | 響け! 聖域のゴールドクロス   | Hibike ! Sanctuary no Gold cloth           | 23 janvier 1988       |
| Geki revient, apportant avec lui le sceptre doré de Saori. Alors que Tatsumi le place dans sa main, il brille et invoque l'armure d'or du Sagittaire juste devant Jabu et les autres. Tatsumi pense qu'Athéna rend l'armure à Aiolos. Les chevaliers l'interrogent, alors Tatsumi révèle l'histoire de la rencontre entre Mitsumasa Kido et Aiolos. Après l’histoire, un son vibrant retentit dans tout le sanctuaire. Les 12 armures d’Or résonnent, puisqu’elles sont toutes désormais dans le Sanctuaire après 13 ans. Le pape Arles, les chevaliers d'Or, Seiya et ses amis, Shaina, et même Marine, qui a survécu à sa chute de la falaise, en ressentent la résonance. Le pope Arles commence à devenir tellement nerveux qu'il commence à avoir des hallucinations sur les chevaliers, Aiolos et Athéna. L'armure d'Or du Sagittaire entre dans la Maison du Sagittaire, tout comme Seiya et ses amis. L'armure vide tire soudainement une flèche sur Seiya. | |                              |                                            |                       |
| 64 | Le Testament d'Aioros / Chevaliers, je vous confie Athéna                                                      | 少年よ! 君たちにアテナを託す | Shônen yo ! Kimitachi ni Atena o takusu    | 30 janvier 1988       |
| La flèche manque de peu le cœur de Seiya et touche le mur. Shun se réveille et voit qu'un trou géant s'ouvre dans le mur. Puisqu'il n'y a pas de sortie, les chevaliers décident de passer par le trou, peu de temps après que Hyoga arrive pour les rejoindre. Alors qu’ils traversent un passage étroit, le toit au-dessus d’eux tente de les écraser. Shiryu reste sur place et permet à ses amis de passer. Il détruit alors le rocher et est apparemment écrasé. Alors que les chevaliers avancent, ils tombent dans une caverne. Soudain, il est inondé et Hyoga reste sur place pour arrêter l'inondation. Cependant, il s'y laisse prendre et est assommé. Seiya et Shun tentent de se balancer d'un bout à l'autre d'une falaise, mais un seul peut passer. Shun permet à Seiya de passer pendant que Shun tombe au fond. Seiya y parvient à peine, mais alors qu'il essaie de grimper, il continue de tomber. En pensant à Saori et à ses amis, il essaie de continuer, mais n'arrive pas à atteindre le sommet. Alors qu'il est sur le point d'abandonner, un Cosmos chaleureux recouvre Seiya, lui redonnant de l'énergie. Il fait la même chose pour Shiryu, Hyoga et Shun, il dit à tous les quatre de sauver Athéna. Alors que Seiya atteint le sommet, l'armure dorée du Sagittaire est là et il le téléporte, lui et les autres, vers la Maison. L'armure tire une autre flèche et heurte un autre mur, révélant un message écrit en grec. Seiya est en larmes, révélant le testament d'Aiolos. On pouvait y lire : « Aux jeunes hommes qui sont venus ici, je vous confie la vie d'Athéna. » Les quatre chevaliers de Bronze sont submergés d'émotion, réalisant à quel point Aiolos était une personne formidable et comment il leur a confié la personne qui lui tenait le plus à cœur. Tous ces pièges étaient des tests pour voir s’ils méritaient de lire ce message. La sortie apparaît devant eux, avec les chevaliers de Bronze jurant de protéger Athéna maintenant et pour toujours.                                                                 | |                              |                                            |                       |
| 65 | Le Fil de l'épée / L'Épée sacrée de Shura                                                                      | うなる聖剣! シュラ対ドラゴン | Unaru seiken ! Shura tai Doragon           | 6 février 1988        |
| Le soleil se couche et il reste trois heures. Seiya et ses amis ont atteint la Maison du Capricorne. A l'intérieur, ils découvrent une statue d'Athéna. Shiryu explique la signification de la statue : pour récompenser son guerrier le plus fidèle, Athéna l'a récompensé avec l'épée sacrée, Excalibur. Les Saints sortent, car le chevalier d'Or du Capricorne ne s'est pas montré. Soudain, un éclair de lumière fend le sol, séparant Shiryu de ses amis. Cependant, Shiryu les avait en fait poussés de l'autre côté pour sauver ses amis et combattre le responsable : le chevalier d'or du Capricorne, Shura. Hyoga et les autres, n'ayant pas le choix, se dirigent vers la Maison du Verseau. La technique de Shura est capable de trancher n'importe quoi, comme l'épée Excalibur. Il est également fier d'être le guerrier le plus fidèle d'Athéna. Shura dit alors à Shiryu qu'il y a 13 ans, c'est lui qui a tué Aiolos, qui a été qualifié de traître. Aiolos portait son armure et a presque gagné la bataille, mais il ne pouvait plus attaquer Shura, car le bébé Athéna était à ses pieds. Shura a déclenché un autre Excalibur et a frappé Aiolos. Même si Aiolos était sur le point de mourir, il s'est échappé pour mettre Athéna en sécurité. Shura refuse de croire qu'Aiolos n'était pas un traître et poursuit son assaut. Shiryu riposte avec un puissant envol du Dragon, mais en vain. Au grand choc de Shiryu, Shura coupe l'armure du dragon et le bouclier en morceaux. Cependant, Shiryu a pu bloquer le dernier coup et augmenter son Cosmos, révélant le Dragon sur son dos. Shiryu jure de vaincre Shura et de venger Aiolos, même s'il doit emmener le chevalier d'or avec lui. | |                              |                                            |                       |
| 66 | L'Ultime Dragon / Le jour où Shiryu devint une étoile                                                          | ああ紫龍! 星となって消ゆ     | Ā Shiryū ! Hoshi ni natte kiyu             | 13 février 1988       |
| Shiryu promet d'emmener Shura avec lui si nécessaire. Malheureusement, alors que Shiryu attaque avec son envol du Dragon, Shura découvre son point faible et l'attaque à cet endroit. Cependant, il l'a montré à Shura exprès pour lui casser le bras gauche. Shiryu est capable d'esquiver l'attaque de Shura même s'il est gravement blessé et se prépare à utiliser une technique interdite par son maître, Roshi. La technique, connue sous le nom de Final Dragon, est une attaque imbattable, et personne ne peut supporter sa force absolue. Malheureusement, c'est une technique à double tranchant, non seulement elle tue l'ennemi, mais aussi celui qui la déclenche. Pendant ce temps, Seiya, Hyoga et Shun atteignent la Maison du Verseau et la dixième flamme de l'horloge s'éteint. Alors que Shiryu attaque, Shura frappe à nouveau son cœur, mais ne peut pas relâcher son bras droit. Shiryu coupe le bras de Shura et libère le Dragon Final. Shiryu s'accroche à Shura et tous deux s'élèvent dans le ciel à une vitesse incroyable. Shiryu s'excuse auprès de son maître et confie Athéna à ses amis. Seiya, Hyoga, Shun et même Shunrei et son maître peuvent voir Shiryu se lever comme une étoile filante. Alors qu'ils s'élèvent de plus en plus vite, Shura réalise qui était réellement Athéna, le bébé qu'il a failli tuer lorsqu'il combattait Aiolos. Saori parle à Shiryu et lui dit de ne pas mourir mais il s'excuse de s'être sacrifié. Shura, réalisant son erreur, s'excuse auprès de Shiryu et d'Aiolos. Malheureusement, ils atteignent l'espace, Shura disant qu'ils se transformeront en poussière d'étoile et veilleront sur Athéna. De retour sur Terre, Seiya et les autres sentent le Cosmos de Shiryu disparaître et pleurent leur ami. | |                              |                                            |                       |
| 67 | Le Zéro Absolu / Adieu mon maitre, mon ami                                                                     | さらば! 我が師よ我が友よ     | Saraba ! Wa ga shi yo wa ga tomo yo        | 20 février 1988       |
| Après le sacrifice de Shiryu, Hyoga ordonne à Seiya et Shun d'aller dans la maison voisine pendant qu'il combat Camus seul. À l'intérieur, Hyoga remercie Camus pour ses enseignements à travers Crystal, prêt à combattre à nouveau son maître. Alors que Camus bloque la poussière de diamant de Hyoga et gèle ses jambes, Hyoga se souvient de Crystal expliquant le zéro absolu (273,15 degrés en dessous de zéro). Camus explique que dans une bataille entre chevaliers de glace, celui dont le froid est le plus proche du Zéro Absolu gagnerait la bataille. Cependant, l'attaque ultime de Camus, l'Execution de l'aurore, ne fonctionne plus sur Hyoga. Hyoga utilise l'attaque du tonnerre de l'Aurore, mais en vain. Camus gèle à nouveau son élève dans un cercueil. Cependant, Hyoga, se souvenant de la lutte de ses amis et du sacrifice de Shiryu, est capable de briser le cercueil de l'intérieur. Il l'a fait en abaissant sa température près du zéro absolu. Ensuite, Camus et Hyoga libèrent des rayons d'air froid et, à la surprise de Camus, ils sont à égalité. Camus explique que s'il ne gèle pas son armure d'or, Hyoga ne gagnera jamais. La température pour que cela se produise est le zéro absolu. Avec les mots d'encouragement de ses proches, Hyoga libère un souffle d'air froid, gelant l'épaule droite du tissu de Camus, mais l'armure du Cygne est détruit dans le processus. Camus est sur le point de lancer l'exécution de l'Aurore, mais Hyoga essaye de réaliser la même technique. Le maître et l'élève lancent l'attaque, et les deux vagues de glace s'affrontent. Dehors, Seiya et Shun sentent le Cosmos de Hyoga disparaître, alors qu'ils se dirigent vers la dernière Maison, la Maison des Poissons. Camus, dont tout l'armure d'or est maintenant gelée, s'exclame qu'il est fier de Hyoga pour maîtriser sa technique et le septième sens, mais tombe mort à terre, s'excusant auprès de lui. Hyoga, également couvert de glace, remercie son maître et s'effondre peu de temps après dans un état proche de la mort. | |                              |                                            |                       |
| 68 | La Tornade nébulaire / Aphrodite, le chevalier de la beauté                                                    | 美の戦士! アフロディーテ     | Bi no senshi ! Aphrodite                   | 27 février 1988       |
| Jabu et ses amis sentent le Cosmo de Hyoga disparaître et décident d'aider Seiya, mais Jabu les arrête, pensant qu'ils ne seront d'aucune aide. Il pense que Seiya et Shun arriveront à temps. Le pope Arles se reparle mystérieusement des victoires et des défaites des récentes batailles. Il a également beaucoup de confiance dans le chevalier d'Or des Poissons. Pendant ce temps, Shun demande à Seiya d'aller dans les appartements du Pope pendant qu'il combat seul le chevalier d'or. Même si Seiya est inquiet à cause de son destin, Shun ne l'est pas à cause des paroles de son frère et des enseignements de son maître Albiore. La onzième flamme s'éteint, il ne reste qu'une heure. Seiya et Shun atteignent la Maison et rencontrent le guerrier de la beauté, Aphrodite des poissons. Seiya passe devant Aphrodite et Shun l'arrête avec ses chaînes. Aphrodite, cependant, dit que Seiya mourra en cours de route. Seiya passe finalement devant les 12 Maisons, mais il découvre que le chemin menant aux appartements du Pope est couvert de roses. Seiya commence à courir, mais il se sent engourdi et s'effondre soudainement. | |                              |                                            |                       |
| 69 | Un parfum mortel / Les Roses démoniaques, le parfum d'une mort douce                                           | デモンローズ! 甘き死の香り   | Demon Roses ! Amaki shi no kaori           | 12 mars 1988          |
| Aphrodite explique que les roses sont connues sous le nom de roses du Demon Royal, des roses venimeuses qui peuvent tuer quelqu'un avec leurs épines ou leur pollen. Seiya perdra ses cinq sens et mourra bientôt. Il révèle alors qu'il est l'assassin du maître de Shun, Albiore. Aux côtés de Milo du Scorpion, ils se rendirent sur l'île d'Andromède. Albiore était aussi fort qu'un chevalier d'or même s'il était un chevalier d'argent, alors Milo se débattait et approchait lentement de la défaite. Aphrodite lança une rose et empoisonna Albiore, le paralysant et le laissant vulnérable au coup fatal de Milo. Shun attaque, prêt à venger son maître, mais est victime des roses du Demon Royal. Shun repense à son entraînement sur l'île d'Andromède alors qu'il s'entraînait avec Reda, Spica et June. Shun était prêt à essayer le rituel du sacrifice pour gagner l'armure de bronze d'Andromède. June a essayé de le convaincre d'arrêter et de retourner au Japon, car elle s'inquiétait pour lui. Shun, cependant, était déterminé à aller jusqu'au bout et à retourner au Japon avec l'armure, pour revoir Ikki. Avant le rituel, Shun a vaincu Spica et Reda. Le rituel consistait à ce que Shun soit attaché aux rochers par la chaîne d'Andromède. S'il brûle son Cosmos jusqu'à la limite et coupe la chaîne, il gagnera l'armure d'Andromède. Albiore croyait qu'un chevalier devait aussi avoir un cœur aussi bon que celui de Shun, et voulait voir s'il pouvait le prouver. Shun a brûlé et fait exploser son Cosmos, lui permettant de briser la chaîne, gagnant ainsi l'armure de bronze d'Andromède. De retour au présent, Shun se lève, prêt à se battre à nouveau. Avec son Cercle de Chaine, il est capable de bloquer les roses du Demon Royal d'Aphrodite et avec la Defense tournoyante de repousser l'attaque. Shun tente de mettre fin à la bataille avec sa vague de tonnerre, mais une rose noire arrête l'attaque. | |                              |                                            |                       |
| 70 | La Rose écarlate / Le Dernier Sourire de Shun                                                                  | 安らかに! 瞬、最後の微笑     | Yasuraka ni ! Shun, saigo no hohoemi       | 19 mars 1988          |
| Juste au moment où Shun était sur le point de porter le coup final, la rose noire d'Aphrodite, la rose Piranian, dévore et détruit les chaînes et l'armure d'Andromède. Soudain, le Cosmos de Shun brûle plus fort et se souvient du moment où il a montré à son maître Albiore son véritable pouvoir. Shun éveille le septième sens et libère le Courant nébulaire, qui non seulement attaque, mais immobilise également l'adversaire. Cependant, Aphrodite en sort une rose blanche, connue sous le nom de Rose Sanglante, qui s'attache au cœur et absorbe tout le sang. Lorsqu'il devient rouge, l'adversaire meurt. Aphrodite, qui croit que la logique du pope selon laquelle le pouvoir équivaut à la justice, lance la rose et elle s'attache au cœur de Shun. Shun fait exploser son cosmos et déclenche la tempête nébuleuse, tuant Aphrodite et vengeant son maître. Shun s'excuse auprès de Seiya de ne pas avoir pu le sauver et se prépare à rejoindre ses amis et son frère dans l'au-delà alors que la rose absorbe tout le sang de son cœur. Pendant ce temps, alors que Marine se précipite pour sauver Seiya, Phaeton et ses hommes la coincent et tentent de la tuer. Étonnamment, Shaina l'aide. Elle bat Phaeton et Marine l'emmène pour lui montrer un passage rapide à travers les 12 Maisons tandis que Shaina bat un groupe de soldats. Le temps presse pour Saori et Seiya. | |                              |                                            |                       |
| 71 | Le Sceptre de la victoire / Le Vrai Visage du Grand Pope                                                       | 消える火時計! 教皇の正体     | Kieru hidokei ! Kyōkō no shōtai            | 26 mars 1988          |
| Marine atteint enfin Seiya et peut l'aider à se rapprocher des appartements du Pope en lui faisant porter son masque et en arrêtant de respirer le pollen. Cependant, Marine s'effondre en chemin. En colère, Seiya détruit toutes les roses avec ses Météores de Pégase. Shaina apparaît et propose de s'occuper de Marine pendant que Seiya se rend chez le pope. Seiya entre dans les chambres et affronte le Pope, mais est confus quant à son attitude. Il semble avoir honte de ce qu'il a fait. Même si le Pope dit qu'il ne peut pas retirer la flèche, il explique à Seiya comment il peut la sauver. Au-delà des appartements du Pope se trouve le temple d'Athéna, qui abrite une statue d'elle et un bouclier. Le Pape explique que Niké, la déesse de la victoire, prend la forme du sceptre doré de Saori. Le Bouclier de Justice, qui bloque toute attaque maléfique, peut la sauver. Seiya doit viser le bouclier en direction de Saori et faire disparaître la flèche. Alors que Seiya part, les cheveux et la personnalité du Pope changent complètement et il devient méchant. Pendant ce temps, Marine dit à Shaina qu'elle est allée à la colline des étoiles, où le pope va voir les étoiles et prédire l'avenir. Marine est allée chercher des indices sur les raisons pour lesquelles le Pope a changé. Là, elle a trouvé le cadavre du vrai pape, mort depuis plus de 10 ans. Shaina en déduit que celui qui se trouve dans les chambres est celui qui a tué le vrai pape. Pendant ce temps, l'imposteur envisage de voler le sceptre et le bouclier afin d'être supérieur à Zeus, Poséidon et Hadès eux-mêmes. Soudain, l'armure d'or des Gémeaux le recouvre, révélant qu'il est le chevalier d'or des Gémeaux. L'imposteur utilise "Autre Dimension" sur Seiya, mais quelque chose l'empêche de le faire. Au lieu de cela, il enlève le sens du goût à Seiya. | |                              |                                            |                       |
| 72 | La Dernière Épreuve / Seiya, bats-toi en souvenir de tes amis !                                                | 行け星矢! 友の死をこえて     | Yuke Seiya ! Tomo no shi o koete           | 9 avril 1988          |
| Le chevalier des Gémeaux détruit les sens restants de Seiya et attend que l'horloge du feu soit épuisée. Dans la Maison du Bélier, Mû sent Shaka l'appeler à travers son Cosmos. Il a besoin de son aide télékinésique pour le transporter, lui et Ikki, jusqu'à la Maison de la Vierge. Shaka restaure les sens d'Ikki et son armure, et l'envoie aider Seiya. Ikki demande pourquoi Shaka l'a aidé, et il répond qu'il avait tort et croit au nouveau monde qu'ils vont créer. Ikki se dirige ensuite vers les appartements du pope. Seiya brûle son Cosmos plus intensément qu'avant et attaque Saga avec son Météore de Pégase. L'attaque s'accélère et renverse Saga. Seiya se dirige vers le Temple d'Athéna, mais Saga l'attaque à nouveau. Seiya utilise la Tempête de Pégase contre Saga, mais ce n'est pas suffisant car la force de Seiya s'épuise. Saga est sur le point de porter le coup fatal, lorsque le visage de la Justice sur son casque se met à pleurer. Saga prétent qu’il sauvera le monde de l’invasion des dieux et écrasera quiconque se mettra en travers de son chemin. Soudain, Ikki apparaît face au chevalier des Gémeaux, prêt à se battre pour ses amis et son frère décédés. Seiya, toujours affaibli, se dirige vers le Temple tandis qu'Ikki occupe Saga. À ce moment-là, il entend les voix de Shun, Shiryu et Hyoga à travers son Cosmos, le poussant à continuer. Il atteint enfin la statue et le bouclier d'Athéna. Ikki est capable de revenir sans cesse pour arrêter Saga, mais il est vaincu. Seiya s'empare enfin du bouclier et essaie de le viser sur Saori, mais Saga le frappe et laisse tomber le bouclier. L'horloge aux flamme est éteinte, le temps est écoulé. Saga est confiant dans sa victoire. Cependant, la lumière du bouclier a réussi à se refléter sur Saori, faisant disparaître la flèche, lui sauvant ainsi la vie. | |                              |                                            |                       |
| 73 | La Victoire Finale / Unis autour d'Athena                                                                      | 集え友よ! アテナのもとに     | Tsudoe tomo yo ! Athena no moto ni         | 16 avril 1988         |
| Saori a survécu, tandis que Roshi révèle aux chevaliers d'or survivants que Saori est Athéna et ce qui est arrivé à Aiolos et au vrai pope. Le tueur était Saga des Gémeaux, qui souffre de dédoublement de personnalité, le mal ayant pris le dessus. Roshi ordonne aux chevaliers d'or de se présenter devant elle. Saori, Tatsumi et les autres chevaliers de Bronze commencent à parcourir les 12 Maisons. Saga torture Seiya au Temple d'Athéna, mais Ikki revient se battre une fois de plus. Alors que Saori traverse les 12 Maisons, Mu, Aldebaran, Aiolia, Shaka et Milo lui prêtent allégeance. Elle fait également revivre Shiryu, Hyoga et Shun dans les Maisons du Capricorne, du Verseau et des Poissons. Tous se dirigent enfin vers le temple. Ikki est vaincu, mais Saori et ses chevaliers de Bronze et d'Or arrivent. Shiryu, Hyoga et Shun atteignent le Septième Sens et attaquent Saga ensemble, mais leurs attaques ne semblent pas fonctionner. Ils sont renversés, mais Seiya se relève. Marine et Shaina arrivent au moment où Shiryu et les autres se lèvent. Seiya et ses amis brûlent leur cosmos pour atteindre le septième sens et retrouvent tous leurs sens. Leur Cosmos s'unit à celui de Seiya et il tire un puissant Météore de Pégase qui fait voler Saga. Seiya, Shiryu, Hyoga, Shun et Ikki s'effondrent d'épuisement, mais Saga revient. Alors que les chevaliers d'or lui font face, Saori se lève pour faire face à Saga elle-même, croyant que si les gens s'aiment, le monde sera sauvé. Saga l'attaque, mais son armure dorée se retire de son corps. Saori révèle que l'attaque de Seiya a détruit la personnalité maléfique de Saga. Saga se suicide alors en se laissant frapper par le sceptre de Saori. Saga revient à la normale et s'excuse avant de mourir. Grâce à Seiya et ses amis, la paix est revenue dans le Sanctuaire et dans le monde. | |                              |                                            |                       |

### ArcAsgard
- Cet arc est un filler car il n'est pas tiré du manga mais obligatoire pour comprendre l'Arc Poseidon

| No | Titre des épisodes censurés (sources : TF1 et NT1) / Titre des épisodes non censurés (sources : Anime guides) | Titre japonais                 | Titre japonais                                     | Date de 1re diffusion |
| No | Titre des épisodes censurés (sources : TF1 et NT1) / Titre des épisodes non censurés (sources : Anime guides) | Kanji                          | Rōmaji                                             | Date de 1re diffusion |
| --- | --- | ------------------------------ | -------------------------------------------------- | --------------------- |
| 74 | Les Ennemis du Grand Nord / Les Légendaires Guerriers divins                                                  | 極北の敵! 伝説の神闘士         | Kyokuhoku no teki ! Densetsu no God Warrior        | 23 avril 1988         |
| À Asgard, une terre enneigée du nord de l'Europe, Hilda de Polaris, représentante du dieu nordique Odin, prie chaque jour pour préserver les glaces afin de protéger le monde entier. Soudain, une force mystérieuse venant de l'océan lui parle, la poussant à détruire le Sanctuaire. Hilda refuse, elle est emportée par les eaux et lorsqu'elle récupère, une étrange bague dorée est à son doigt. Elle invoque alors les robes des guerriers divins d'Asgard. Sept guerriers reçoivent ces robes sacrées : Siegfried reçoit la robe de Dubhe de l'étoile Alpha, Hägen reçoit la robe de Merak de l'étoile Beta, Thor reçoit la robe de Phecda de l'étoile Gamma, Alberich reçoit Megrez, robe divine de l'étoile Delta, Fenrir reçoit la robe divine d'Alioth l'étoile Epsilon, Syd reçoit la robe divine Mizar de l'étoile Zeta et Mime reçoit la robe divine Benetnasch de l'étoile Eta. Les sept guerriers divins se rassemblent prêts à servir Hilda. Syd est envoyé au Sanctuaire en grèce et bat Aldebaran du Taureau d'un seul coup. Il arrive ensuite au Japon où sa cible est Saori. Il bat facilement Jabu, Nachi, Ban, Geki et Ichi. Alors que Syd est sur le point d'attaquer Saori, Shun arrive avec sa nouvelle armure d'Andromède et retient Syd. Seiya arrive avec sa nouvelle armure de Pegase immédiatement après, donnant un coup de pied qui prend Syd par surprise et l'envoie s'écraser au sol. Lorsque Syd riposte avec ses griffes de tigre Viking, Seiya et Shun réalisent qu'il est tout aussi fort que les chevaliers d'or. Saori est confuse car Hilda est une personne pacifique et Syd révèle qu'Hilda reprendra le sanctuaire. Shun est le prochain à se battre, mais il est distrait et vaincu. Ikki vient à son secours, avec sa nouvelle armure du Phoenix. Seiya revient pour se racheter et parvient à frapper Syd avec son Météore de Pégase. Cependant, il a été blessé par les griffes du tigre Viking de Syd. Saori empêche Seiya de se battre, juste au moment où Shiryu et Hyoga arrivent avec leurs nouvelles armures du Dragon et du Cygne. Syd, reconnaissant le fait qu'il doit vaincre les cinq chevaliers de Bronze pour tuer Athéna, se retire pour le moment. Saori et ses chevaliers planifient leur stratégie et se dirigent vers Asgard. | |                                |                                                    |                       |
| 75 | L'Anneau maudit / Hilda sous l'emprise des Nibelungen                                                         | ヒルダ! 悪魔に魅入られた女神   | Hilda ! Akuma ni miirareta megami                  | 30 avril 1988         |
| Alors que les icebergs commencent à fondre à Asgard, Hyoga s'échappe avec une jeune fille nommée Freya, la sœur cadette d'Hilda. Les soldats d'Asgard entourent Hyoga et tentent de convaincre Freya de revenir auprès de sa sœur, mais elle refuse, espérant qu'Athéna guérira sa sœur. Hyoga se débarrasse facilement les soldats. Ensuite, Saori et son cosmos divin apparaît devant Hyoga et Freya. Seiya, Shun et Kiki arrivent et Freya explique qu'Hilda n'agit pas comme elle la connait. Le pire, c’est que le monde est désormais en danger. Hilda priait pour empêcher la fonte des calottes glaciaires polaires, mais depuis qu'Hilda a arrêté de prier, les calottes glaciaires fondent et vont inonder la Terre. Hilda et ses guerriers divins apparaissent soudainement devant eux et elle attaque. Saori se défend en faisant jeu égal, elle remarque la bague au doigt d'Hilda. L'anneau est connu sous le nom d'anneau des Nibelungen qui rend son porteur maléfique. Les chevaliers de Bronze décident de retirer la bague du doigt d'Hilda afin de ramener Hilda à la normale. Pendant ce temps Saori empêchera la fonte des calottes glaciaires polaires avec son pouvoir, mais elle ne peut contenir les calottes glaciaires que pendant 12 heures, avant le coucher du soleil. Thor de Gamma tente de tuer Saori avec une de ses haches mais c'est sans effet sur Athéna qui lui renvoie son arme. Hilda et ses guerriers divins partent, tandis que le géant Thor de Gamma se porte volontaire pour arrêter les chevaliers. | |                                |                                                    |                       |
| 76 | Les Haches de Gamma / Le Guerrier au cosmos empli de haine                                                    | 巨人トール! 憎悪のコスモ       | Kyojin Thor! Zōo no Cosmo                          | 7 mai 1988            |
| Seiya, Hyoga et Shun se précipitent pour trouver le palais du Valhalla, mais le géant Thor de Gamma se met en travers de leur chemin. Shun et Hyoga attaquent, mais sont sans effet contre lui car il se libère facilement de la glace de Hyoga et renverse Shun avec son Cosmos. Seiya décide de distraire Thor, permettant à Shun et Hyoga d'avancer. Seiya arrête la technique Marteau Mjolnir de Thor avec son Météore de Pégase, mais Thor a simplement changé de direction vers Shun et Hyoga, les assommant. Seiya, désormais seul, parvient à échapper au marteau Mjolnir de Thor, mais avant de pouvoir contre-attaquer, la technique Titanic Hercules de Thor l'élimine. Seiya est capable de se relever et d'attaquer avec son Météore de Pégase, mais Thor est capable de les bloquer et d'attaquer à nouveau. Alors qu'il s'allonge dans la neige, Seiya essaie de trouver un moyen de vaincre Thor. Marine lui rappelle la bataille des 12 Maisons et comment il a pu surmonter les difficultés pour sauver Athéna. Elle dit qu'il a mûri et qu'il n'a plus rien à lui apprendre. Seiya se souvient de ce qu'il a appris lorsqu'il a combattu Aldebaran du Taureau et Aiolia du Lion, et à quel point il était désespéré de sauver Saori à l'époque. Il se lève, prêt à se battre à nouveau. Alors que Thor attaque à nouveau, Seiya essaie de voir l'attaque à la vitesse de la lumière et parvient à l'arrêter. Il envoie ensuite Thor voler et s'écraser au sol. Seiya frappe alors avec le Météore de Pégase et enterre Thor dans la neige. Cependant, Thor se relève, exhibant un Cosmos plus fort et plein de haine. Il explique à quel point la vie a été difficile pour les habitants d'Asgard et espère qu'Hilda conduira les gens à prendre le contrôle du Sanctuaire et du monde. Seiya essaie d'expliquer qu'Hilda est possédée, mais Thor l'ignore et frappe avec son Titanic Hercules, renforcé par son Cosmos amélioré. | |                                |                                                    |                       |
| 77 | Le Saphir d'Odin / Les Larmes d'un géant                                                                      | 巨星の涙! ヒルダのために死す   | Kyôjin no namida ! Hiruda no tame ni shisu         | 14 mai 1988           |
| Thor frappe Seiya qui tombe d'une falaise glacée, et même alors, son attaque contre Seiya continue. Cependant, il est sauvé par Shiryu, qui vient directement des Cinq Anciens Pics de Lushan et a apporté des informations de Roshi. Le maître révèle que pour retirer l'anneau du Nibelung, il faut posséder la légendaire épée Balmung. Pour récupérer l'épée, les sept saphirs Odin, les pierres gardiennes des sept guerriers divins, doivent être rassemblés après les avoir vaincus. Shiryu va réveiller Hyoga et Shun pendant que Seiya distrait Thor, mais Seiya est de nouveau à terre. Le Cosmos de Saori brûle vivement et Seiya se relève pour combattre Thor. Alors que les trois chevaliers continuent, Thor se met en travers de leur chemin, mais Seiya revient et exécute un puissant Météore de Pégase qui envoie le géant s'écraser contre un mur de glace. Le Cosmos de Saori rappelle à Thor sa première rencontre avec Hilda. Thor chassait dans les forêts près du palais du Valhalla et donnait les proies chassées aux pauvres habitants d'Asgard. Alors qu'il était pourchassé par les soldats, Hilda arriva, s'excusa auprès de Thor, car il était capable de faire quelque chose qu'elle ne pouvait pas faire, et sa blessure fut guérie par le doux Cosmos d'Hilda. Depuis que la personnalité d'Hilda a complètement changé, Thor a des doutes sur ses intentions, mais il l'ignore et continue de se battre. Une fois que Seiya est capable de bloquer l'attaque de Thor, les deux utilisent à nouveau leurs techniques et s'affrontent, Seiya remportant la victoire. Thor demande à Seiya de redonner à Hilda ce qu'elle était avant et tombe au sol, mort. Seiya récupère le premier Saphir d'Odin. Les quatre Saints de Bronze décident de se séparer pour vaincre les autres Guerriers divins et atteindre le Palais Valhalla. | |                                |                                                    |                       |
| 78 | La Griffe du loup / Fenril, le loup du Nord                                                                   | 牙むく! 北の狼フェンリル       | Kiba muku ! Hoku no ôkami Fenriru                  | 21 mai 1988           |
| Pendant que Saori essaie d'empêcher la fonte des calottes polaires, Kiki et Freya restent sur place pour s'occuper d'elle. Les chevaliers de Bronze se dirigent vers des chemins différents. Pendant que Shiryu cherche son prochain adversaire, l'esprit du Capricorne Shura lui rappelle de protéger Athéna. Il est révélé que lorsque Shiryu a utilisé son dragon final, Shura lui a prêté son armure d'or et l'a repoussé sur Terre, ses derniers mots lui disant de vivre et de protéger Athéna. Au Palais Valhalla, Siegfried dit à Hilda qu'il est confiant quant à sa stratégie pour vaincre les chevaliers de Bronze. Dans une cascade gelée, Shiryu est soudainement attaquée par une meute de loups, envoyés par le Guerrier Fenrir de l'étoile Epsilon. Cependant, il les bat avec son envol du Dragon. Enragé, Fenrir va combattre Shiryu, pleinement confiant qu'il va gagner. Après avoir attaqué Shiryu à plusieurs reprises avec ses griffes cruelles de loup, Fenrir tranche les yeux de Shiryu, l'aveuglant presque. Shiryu attaque avec son envol du Dragon, mais Fenrir est capable de l'esquiver sans effort et se prépare à tuer Shiryu. | |                                |                                                    |                       |
| 79 | Les Loups à la rescousse / Le Triste Destin du maître des loups                                               | 哀れ! ノーザン群狼拳の宿命     | Aware ! Northern Gunrō Ken no sadame               | 28 mai 1988           |
| Shiryu ne semble pas être à la hauteur des attaques impitoyables de Fenrir. Ses amis sentent qu'il est en danger, mais sont convaincus qu'ils parviendront au Palais Valhalla. Pendant ce temps, Hyoga est suivi par un autre Guerrier Divin: Hagen. Se souvenant du sacrifice de Shura, Shiryu se relève et tente de convaincre Fenrir qu'Hilda est possédée et qu'elle a besoin du saphir Odin pour la sauver et lui faire confiance. Fenrir, cependant, ne croit pas aux gens et ne fait confiance qu'à ses loups. Il explique alors à Shiryu la raison de sa méfiance. Il y a des années, lorsque Fenrir avait six ans, il faisait partie d'une famille distinguée. Un jour, lui, ses parents et leurs amis montaient à cheval à travers les bois. Soudain, un énorme ours a frappé la mère de Fenrir, la tuant. Alors que son père tentait de repousser l'ours, leurs amis les abandonnèrent et s'enfuirent. Le père de Fenrir a également été tué. C’est à ce moment-là qu’une meute de loups vint à son secours. À partir de ce jour, il fut élevé par ces loups et prit profondément soin d’eux. Plus tard, Fenrir est devenu le Guerrier divin d'Alioth et a juré fidélité à Hilda. Shiryu est à nouveau frappé et presque dévoré vivant par les loups, mais le Cosmos de Saori affaiblit les loups et revitalise Shiryu. Les deux guerriers s'affrontent une fois de plus, la griffe cruelle du Loup de Fenrir maîtrisant facilement Shiryu Rising Dragon. | |                                |                                                    |                       |
| 80 | Le Hurlement du loup / Hurlements de douleur                                                                  | 氷原に消ゆ! 悲しき遠吠え       | Hyōgen ni kiyu ! Kanashiki tooboe                  | 4 juin 1988           |
| Shiryu riposte, déclarant qu'il croit en ses amis et qu'il se battra pour ses convictions alors que les deux guerriers s'affronteront à nouveau. Fenrir continue de se battre pour le bien d'Hilda et repousse Shiryu dans un coin. L'envol du Dragon est inoffensif pour Fenrir mais Shiryu a en même temps assimilé ses techniques. Shiryu a une idée et utilise l'envol du Dragon contre la cascade gelée, provoquant une avalanche massive, dans laquelle lui et Fenrir sont pris. L'avalanche se termine et les loups recherchent désespérément Fenrir tandis que Shiryu émerge des débris. Les loups trouvent Fenrir, mais il est mort, avec la meute hurlant vers le ciel. Shiryu récupère le Saphir d'Odin et espère que Fenrir renaîtra de nouveau, avec des amis et plus de foi en l'humanité. Alors qu'il s'éloigne, les loups attaquent Shiryu qui tombe avec eux dans une caverne de glace. Les loups meurent et Shiryu tombe inconscient. Pendant ce temps, Hyoga rencontre le Guerrier divin Hägen de Merak, qui est en colère parce qu'il pense que Freyja a été trompée par Hyoga. Sa poussière de diamant est inutile contre Hägen qui ignore le froid, Hyoga se souvient du sacrifice de son maître Camus du Verseau pour lui permettre de maîtriser le Zéro Absolu et le Septième Sens. Les deux guerriers se préparent à s'affronter. | |                                |                                                    |                       |
| 81 | La Grotte infernale / Combat à mort pour l'amour de Freyja                                                    | フレア! 愛ゆえの死闘           | Furea ! Ai yue no shitô                            | 11 juin 1988          |
| Hägen déclenche sa puissante technique "glaciation Universelle" contre Hyoga, mais elle est inéfficace contre lui et il se libère facilement. Hyoga raconte alors à Hägen qu'il s'est laissé capturer par les soldats d'Asgard pour découvrir ce qui est arrivé à Hilda. Il a même été sévèrement battu par Thor. Mais Freyja est venue dans la cellule de Hyoga et l'a libéré, espérant qu'Athéna et ses chevaliers aideraient à sauver sa sœur et Asgard. Hägen refuse d'écouter et attaque Hyoga avec des assauts vicieux. Hägen se souvient avoir été l'ami le plus proche de Freyja pendant leur enfance et l'un des guerriers les plus fidèles d'Hilda. Hyoga attaque avec l'attaque du tonnerre de l'Aurore, mais l'attaque de Hägen riposte avec Grande Pression Ardente, une technique de feu qui rend l'attaque de Hyoga inéfficace. Hägen entre alors dans une grotte. Hyoga le suit, sentant beaucoup de chaleur et rencontre une immense rivière de lave, le seul endroit chaud d'Asgard. Hägen affronte à nouveau Hyoga, mais comme Hyoga a grandi en Sibérie, il est incapable de supporter la chaleur intense. Alors que Hägen attaque Hyoga, Kiki ressent la bataille et en informe Freyja qui part arrêter les combats. | |                                |                                                    |                       |
| 82 | Le Sacrifice de Freyja / L'Enfer brûlant sous la glace                                                        | 舞え白鳥! 氷中の灼熱地獄       | Mae hakuchō ! Hyōchū no shakunetsu jigoku          | 18 juin 1988          |
| Hyoga ne comprend pas comment Hägen peut résister à la chaleur. Hägen a reçu son armure divine à cet endroit et s'y est entraîné depuis son enfance, maîtrisant à la fois les techniques de la glace et du feu. Alors que Hyoga essayait de voir à travers la technique de Hägen, il est continuellement maîtrisé et renversé, mais parvient toujours à se lever et demande le saphir d'Odin. Les deux s'attaquent à nouveau, mais Hyoga tombe inconscient. Au moment où Hägen est sur le point de jeter Hyoga dans la lave, Freya arrive et essaie de lui parler d'Hilda et de l'Anneau des Nibelungen. Cependant, Hägen continue de croire que Freyja est manipulée. Hägen est sur le point d'attaquer, mais Freya se met en travers de son chemin, refusant de bouger. Il lance sa technique à contrecœur, mais Hyoga la sauve à temps. Hägen et Hyoga attaquent à nouveau avec une grande pression ardente et une exécution de l'Aurore, Hyoga éveille son septième sens et domine Hägen, le tuant. Kiki arrive alors que Freyja pleure la mort de Hägen, et Hyoga mentionne qu'il s'agit d'une bataille douloureuse qu'ils sont obligés de mener. | |                                |                                                    |                       |
| 83 | La Harpe mystérieuse / La Harpe envoûtante                                                                    | 妖しの竪琴! 瞬を誘う死の序曲   | Ayashi no tategoto ! Shun wo izanau shi no Prelude | 25 juin 1988          |
| Après avoir fait une tombe pour Hägen, Hyoga demande à Kiki de s'occuper de Freyja et se dirige vers le palais Valhalla. Hilda, furieuse que trois de ses guerriers soient morts, est convaincue qu'elle peut encore gagner puisque la plupart des chevaliers de Bronze sont blessés. Après que Seiya soit tombé d'une falaise, il se souvient comment les chevaliers d'Or Aiolia, Milo, Aldebaran, Shaka et Mu ont abandonné une partie de leur sang afin de faire revivre leurs cinq armures de Bronze, ce qui explique leurs nouvelles tenues. Les chevaliers d'Or ont fait ce sacrifice en signe de gratitude envers les chevaliers de Bronze pour avoir sauvé Athéna. Seiya remonte la falaise et se rappelle de ne pas abandonner. Pendant ce temps, Shun se souvient des victimes de la Bataille des 12 Maisons, se demandant combien de temps les sacrifices inutiles continueront. Il rencontre ensuite le quatrième Guerrier divin, Mime de Benetnasch. Shun attaque avec sa chaîne Nebula, mais celle-ci ne ressent aucune menace de Mime, ce qui la rend inutile pour attaquer. Cependant, bien qu'il ne montre aucune menace, Mime brise facilement les défenses de Shun avec une attaque à la vitesse de la lumière. Shun est ensuite interrogé par Mime, lui demandant pourquoi il se bat et lui fait comprendre que la paix ne viendra jamais, quel que soit le nombre d'adversaires qu'il bat. Soudain, Ikki parle en esprit à Shun et lui dit de croire en leur avenir et de ne jamais abandonner. Revigoré, Shun se prépare à riposter contre Mime. | |                                |                                                    |                       |
| 84 | Mortelle mélodie / Un requiem fatal pour Shun                                                                 | 死の宣告! ストリンガー葬送曲   | Shi no senkoku ! Stringer Requiem                  | 2 juillet 1988        |
| Shun lutte toujours contre les capacités et les illusions de Mime. Il enlève ensuite son armure et ses chaînes. En parlant à Mime, Shun se rend compte qu'il ne se bat pas pour Hilda et n'aime pas non plus se battre. Shun éveille le septième sens et utilise le courant Nebulaire pour immobiliser Mime. Finalement, il déclenche la tempête Nebulaire afin de le vaincre. Malheureusement, Mime survit grâce à sa harpe. Il enveloppe ensuite Shun avec les cordes de sa harpe, se préparant pour son attaque finale, Requiem de cordes. Alors que Mime joue sa musique se préparant à tuer Shun, les chaînes ne ressentent toujours aucune haine. Avant que l'attaque de Mime ne tue Shun, Ikki arrive à temps pour le sauver. Entendant brièvement Shun qu'ils doivent vaincre les guerriers divins et récupérer leurs Saphirs d'Odin, Ikki se prépare à combattre Mime à la place de Shun. | |                                |                                                    |                       |
| 85 | L'Horrible vérité / La haine enfouie de Mime                                                                  | 哀しみの勇者! 凍てついた憎悪   | Kanashimi no yūsha ! Itetsuita zōo                 | 9 juillet 1988        |
| Ikki est capable d'esquiver miraculeusement l'attaque à la vitesse de la lumière de Mime grâce à sa bataille contre Saga, et parvient également à voir à travers sa technique d'illusion. Pendant qu'Ikki se bat, il ressent quelque chose dans l'esprit de Mime. Ikki dit à Mime qu'il détestait son destin et que c'est grâce à son amitié avec Seiya et les chevaliers qu'il a trouvé une raison de se battre. Même si Mime prend le dessus, Ikki ne ressent aucune haine en lui non plus. Mime révèle son passé d'enfance. Il a été entraîné par son père Folker, un puissant guerrier d'Asgard, respecté de tous, qui l'a forcé à s'entraîner. Un jour, Mime a trouvé un médaillon avec une photo de lui bébé et de ses vrais parents. Folker révèle qu'il les a tués. Lorsqu'Asgard était en guerre avec un pays voisin, il tua le père et la mère de Mime et prit Mime pour l'élever comme sien. Alors que Mime pleure sa famille, Folker se moque de lui, obligeant Mime à le tuer d'un seul coup. Depuis, il a déposé sa haine dans ses techniques. Ikki utilise son illusion du Phoenix, permettant à Mime de voir ses vrais souvenirs, cachés depuis longtemps. Lorsque Folker est mort, il a demandé pardon pour ce qui s'était passé. Folker a en fait laissé partir le père de Mime, mais il a bêtement riposté. Folker a contre-attaqué, mais il l'a accidentellement tué ainsi que sa mère. Après leur avoir fait une tombe, Folker a élevé Mime et a pris soin de lui. Même si Mime le détestait pour ce qui s'était passé, il aimait toujours Folker comme son père. Désormais remplie de rage, la haine de Mime fait surface, prête à détruire Ikki. | |                                |                                                    |                       |
| 86 | L'Affrontement Final / Quand les ailes du Phénix s'embrasent !                                                | 不死鳥! 真紅に燃える翼         | Fushichô ! Shinki ni moeru tsubasa                 | 16 juillet 1988       |
| Ikki dit à Mime qu'il se déteste d'avoir tué son père et qu'il devrait réparer son crime en sauvant Asgard de la colère d'Hilda. Mime se souvient alors de la façon dont Folker l'a entraîné, car il savait qu'il serait choisi comme Guerrier divin pour protéger Asgard. Alors que Mime attaque, Ikki est capable de le contrer, mais les deux semblent à égalité. Soudain, Mime utilise son Requiem de cordes et Ikki est piégé pendant que Mime joue sa musique, se préparant à le tuer. Shun essaie de l'arrêter, mais Ikki lui dit de reculer, disant qu'il vaincra Mime. Ikki brûle son Cosmos jusqu'au Septième Sens et se libère, détruisant ainsi son armure. Il est capable de frapper Mime et de le renverser avec son envol du Phoenix, détruisant sa harpe. Ikki lui dit qu'il croit en un avenir dans lequel lui et ses amis vivront en paix et qu'il est prêt à se battre pour cela. Mime, prêt à croire en ce qu'Ikki a dit, enlève son armure divine et fait face à Ikki une dernière fois, pour voir si ce qu'il a dit est vrai. Les deux guerriers se frappent, Mime perdant la vie, mais pas avant de dire à Ikki que s'il devait renaître, il voudrait être ami avec Ikki dans un monde paisible. En mourant, Mime s'excuse auprès de son père et confie à Ikki et Shun l'avenir d'Asgard. Shun récupère le Saphir d'Odin et Ikki lui dit de continuer, pendant qu'il tombe inconscient, épuisé par la bataille. Au Palais Valhalla, alors que Siegfried et Syd sentent le Cosmos de Mime disparaître, Alberich de Megrez se moque de leur loyauté envers Hilda et jure de détruire les chevaliers en utilisant son intelligence. | |                                |                                                    |                       |
| 87 | Le Cimetière d'améthyste / Le Cimetière d'améthyste                                                           | 魔の紫水晶! セイントの墓場     | Ma no Amethyst ! Saints no Hakaba                  | 23 juillet 1988       |
| Se vantant devant Hilda, Alberich part vaincre les chevaliers. Alors que Shun et Hyoga se rapprochent du palais du Valhalla, Ikki est toujours evanoui, Shiryu se remet de la chute alors que Seiya a toujours des sequelles de son combat avec Thor. Alberich a toujours détesté Hilda pour ne pas apprécier son intelligence, et il envisage secrètement de récupérer les saphirs Odin pour lui-même. A ce moment-là, dans les jardins sacrés d'Odin, un chevalier apparait furtivement et tente de s'échapper. Alberich le retrouve et le chevalier se révèle être Marine. Alberich lui révèle qu'ils se trouvent dans la zone de sa « collection » de victimes, des squelettes de guerriers piégés dans des cercueils d'améthyste. Marine met à terre Alberich, mais il triche en lui aspergeant de l'acide au visage. Seiya sent que Marine est en danger et se précipite à son secours. Marine attaque avec son Aigle Foudroyant deux fois, mais la deuxième fois il pare le coup. Alberich libère sa technique bouclier d'Amethyste, enfermant Marine dans un cercueil d'améthyste. Pendant que les poivoirs d'Athéna commencent à faiblir, Seiya trouve Alberich et l'attaque. Alors qu'il tente de tromper Seiya, Alberich est à nouveau attaqué par la Tempête de Pégase. Seiya voit alors Marine piégée et Alberich révèle que sa force vitale sera absorbée par l'améthyste jusqu'à ce qu'elle ne soit plus que des os. Alberich dit que s'il meurt, Marine ne sera jamais libérée, mais il la sauvera si Seiya remet le saphir d'Odin de Thor. Cependant, Marine dit à Seiya de l'oublier et de vaincre Alberich. | |                                |                                                    |                       |
| 88 | L'Épée flamboyante / L'Épée flamboyante                                                                       | 炎の剣! 恐るべき野望           | Honoo no ken ! Osorubeki yabō                      | 30 juillet 1988       |
| Seiya se souvient de la bonne influence de Marine sur lui, mais il sait qu'il doit sauver Athéna et Asgard, alors il décide de vaincre Alberich. Cependant, Alberich révèle son épée ardente, fournie avec sa robe divine de Megrez et essaie de déchiqueter Seiya avec, tout en trompant Seiya à propos de Marine. Alberich est prêt à gagner quoi qu’il en coûte. Bien que Seiya parvienne à peine à désarmer Alberich, il est pris dans le Bouclier d'Améthyste. Alberich récupère ensuite le saphir d'Odin de Thor. Hyoga sent le Cosmos de Seiya disparaître et se précipite à sa recherche. Il est révélé qu'Alberich était là lorsque Hilda a été possédée par l'Anneau des Nibelungen et a choisi de garder le silence. Il prévoit de rassembler les sept saphirs Odin, d'obtenir l'épée Balmung et de tuer Hilda afin de régner sur Asgard et le monde. Hyoga trouve Seiya et Marine piégés dans les boucliers d'améthyste. Il tente alors de convaincre Alberich de lui remettre les saphirs d'Odin. Comme ça ne marche pas, Hyoga n'a d'autre choix que de se battre. Cependant, Alberich prend le dessus avec son épée ardente et est sur le point de le vaincre. | |                                |                                                    |                       |
| 89 | Les Esprits de la nature / En proie aux esprits de la nature                                                  | 邪悪のいけにえ! 精霊たちの森   | Jaaku no ikenie ! Yūreitachi no mori               | 13 août 1988          |
| Hyoga se sauve et frappe avec toutes ses techniques, mais elles semblent inefficaces contre Alberich et son épée. Pendant ce temps, Shiryu parvient à gravir la caverne de glace et à retourner sur le champ de bataille, grâce aux conseils de son maître. Alberich conduit Hyoga plus profondément dans la forêt où il dévoile une technique secrète transmise par ses ancêtres, Esprits de la Nature, où les esprits de la forêt prennent vie et attaquent l'ennemi. Shiryu sent que Hyoga est en danger et essaie de le retrouver. Alors que Hyoga a du mal à se relever et à se battre, Alberich utilise contre lui le bouclier d'améthyste, mais est sauvé par le Bouclier du Dragon de Shiryu juste à temps. Épuisé, Hyoga tombe inconscient. Alberich révèle que son ancêtre avait combattu le maître de Shiryu alors qu'il était encore jeune. À ce moment-là, Roshi se souvient qu'il y a environ 200 ans, il s'était battu contre l'ancêtre d'Alberich et qu'il avait pu voir à travers les esprits de la nature en ne faisant plus qu'un avec la nature. En fin de compte, Roshi fut le vainqueur. Comme le Bouclier d'Améthyste est inutile contre le Bouclier du Dragon, Shiryu doit affronter les Esprit de la Nature d'Alberich, tout comme son maître l'a fait il y a longtemps. | |                                |                                                    |                       |
| 90 | Quitte ou Double / La Suprême Colère du Dragon                                                                | ふり向くな星矢! 昇龍のコスモ   | Furimuku na Seiya ! Shōryū no Cosmo                | 20 août 1988          |
| Alors que Shiryu lutte avec les esprits de la Nature, Roshi lui parle en esprit, lui disant de rester immobile et de ne faire qu'un avec la nature. Les esprits libèrent alors Shiryu. Malheureusement, depuis que Shiryu recommence à bouger après avoir été provoqué par Alberich, les esprits l'attaquent à nouveau, il ne fait donc plus qu'un avec la nature. Alberich fait tout ce qu'il peut pour distraire la concentration de Shiryu. Alberich se souvient que sa famille avait pour tâche de protéger le représentant d'Odin sur Terre, mais depuis qu'Hilda a découvert les robes divines, les saphirs d'Odin ont également été découverts. Il révèle alors à Shiryu son plan de domination mondiale en récupérant l'épée Balmung avec les saphirs. En colère contre le fait qu'Alberich soit prêt à trahir ses camarades, Shiryu jure de sauver Hilda, Athéna et Asgard. Alors qu'il lutte contre Alberich, Shiryu décide de retirer son armure et son bouclier afin de contre-attaquer. Shiryu pare le Bouclier d'Améthyste d'Alberich avec son envol du Dragon et le tue finalement. En raison de la mort d'Alberich, les boucliers d'améthyste se désintègrent, libérant Marine et Seiya. Shiryu et Marine, tout en essayant de récupérer leurs forces, demandent à Seiya et Hyoga de continuer vers le palais Valhalla, avec quatre saphirs d'Odin en main. Cependant, avant que Seiya ne parte, Marine l'avertit de faire attention face à Syd. Avec cinq guerriers divins vaincus, Syd de Myzar se porte volontaire pour vaincre les chevaliers, et Shun est le premier à arriver au Palais du Valhalla. | |                                |                                                    |                       |
| 91 | L'Étoile secondaire / Dans l'ombre du Tigre Viking                                                            | 燃えよ瞬! 黒い牙に隠された謎   | Moe yo Shun ! Kuroi kiba ni kakusareta nazo        | 27 août 1988          |
| Hilda est très confiante dans la victoire de Syd, et tandis que Shun entre dans le palais, Syd apparaît devant lui, se souvenant de leur dernière rencontre. Seiya et Hyoga arrivent, mais juste au moment où Seiya défie Syd et commence le combat, Shun lui dit d'avancer avec Hyoga pendant qu'il combat le Guerrier divin seul, promettant de rattraper son retard plus tard. Alors qu'ils courent tous les deux devant Syd, une ombre mystérieuse les obeserve. Shun attaque avec sa Chaine Nébulaire, mais c'est inutile contre l'air froid de Syd. Dehors, Shaina arrive et trouve Marine. Elle raconte ensuite à Shaina comment Aldebaran a été vaincu. Lui et Syd étaient à égalité, mais il sentit une puissante attaque par derrière, qui le vainquit. Marine se rendit à Asgard pour avertir Seiya, mais rencontra Kiki et Freyja. Celle-ci a révélé que le Guerrier divin Mizar a une ombre mortelle, car Zeta a des étoiles jumelles, Mizar et Alcor. Elle envoie ensuite Shaina chercher Seiya et le mettre en garde contre Syd. Shun fait de son mieux pour riposter, puisque les chevaliers d'or ont reconstitué son armure et ses chaînes. Alors que Seiya et Hyoga s'enfoncent plus loin dans le palais pour trouver Hilda, quelqu'un bloque leur passage et ils sont abattus par un fort courant d'air froid. Shun est également abattu après avoir reçu la griffe de tigre viking de Syd, pendant que le même personnage mystérieux observe la bataille. | |                                |                                                    |                       |
| 92 | Le Secret de l'Orbe bleue / L’Ultime tempête nébulaire                                                        | うずまけ! 瞬 究極の星雲鎖      | Uzumake ! Shun kyūkyoku no Nebula Storm            | 3 septembre 1988      |
| Alors que Shun se relève, Syd révèle que Seiya et Hyoga mourront bientôt à cause de l'air froid du palais. Shun lutte pour vaincre Syd afin de sauver ses amis, mais ses chaînes sont inefficaces. Syd déchaîne sa technique ultime, Impulsion bleue, contre Shun, le jetant en l'air et s'écrasant au sol. Pendant ce temps, Shaina est en route pour le palais Valhalla. Alors que Shun est refroidi, Ikki lui parle, l'exhortant à ne pas abandonner ses amis ou Athéna et lui rappelant le moment où il a libéré son véritable pouvoir lors de la bataille des 12 maisons. Shun se souvient également du sacrifice des chevaliers d'or et enlève son armure et ses chaînes pour libérer sa tempête Nébulaire. Celui-ci ouvre un trou dans le toit, laissant sortir tout l’air froid. Syd attaque avec son Impulsion bleue, mais Shun éveille son septième sens et contre-attaque avec la tempête Nébulaire, tuant Syd. Cependant, pendant que Shun attaquait, quelqu'un a tenté de l'attaquer et Shaina a pris le coup à la place. Shun récupère le saphir d'Odin et Shaina lui dit de partir. L'homme mystérieux émerge de l'ombre, arrêtant Shun. Il se révèle être le Guerrier divin Bud d'Alcor, l'ombre de Syd. Il a également révélé que c'était lui qui avait vaincu Aldebaran du Taureau en l'attaquant par derrière. Quand Bud réclame les Saphires de Syd et Mime, Shaina se lève pour lui faire face. Siegfried est surpris par l'ombre de Syd, mais Hilda le savait depuis le début. Shaina n'est pas à la hauteur de Bud et est rapidement vaincue. Bud libère son ombre de griffe de tigre viking et bat presque Shun et Shaina, mais Ikki arrive à temps pour les sauver. | |                                |                                                    |                       |
| 93 | Les Jumeaux du destin / Le Destin de l’étoile double                                                          | バド! 宿命の双子星             | Bud ! Shukumei no futago boshi                     | 10 septembre 1988     |
| Ikki arrive après son combat avec Mime, déterminé à ne pas abandonner son frère. Bud, irrité par le lien fraternel entre Shun et Ikki, commence à attaquer, disant que la compassion est inutile. Ikki bloque miraculeusement l'attaque à la vitesse de la lumière de Bud avant qu'ils ne s'affrontent, après quoi le casque de Bud est enlevé révelant que son visage est exactement celui de Syd. Bud révèle que Syd est son jeune frère jumeau. Ikki le confronte au sujet de ne pas avoir aidé son frère, et Bud répond que si Syd meurt, il deviendra le véritable Guerrier divin de Zeta et ne sera plus une ombre. Ikki attaque, mais Bud évite facilement sa technique, car il observait son combat avec Mime. Ikki tombe et Bud continue de l'attaquer, tandis que Shun lutte pour aider son frère. En se battant, Bud révèle que le jour de sa naissance avec Syd, ses parents ont dû en choisir un, car à Asgard, les jumeaux étaient détestés. On croyait que les jumeaux détruiraient une famille. Le père de Syd et Bud a abandonné à contrecœur Bud bébé dans une forêt, où un villageois l'a trouvé et l'a élevé, tandis que Syd a eu la chance de rester avec sa famille. Des années plus tard, alors qu'il chassait, Bud rencontra son frère Syd sans s'en rendre compte, jusqu'à ce qu'il remarque qu'ils avaient tous les deux les mêmes poignards familiaux. Alors que Syd partait avec sa famille, Bud a tout mis en place et a réalisé qui était Syd. Enragé, Bud décida qu'il serait supérieur à Syd. Plus tard, il a été choisi comme Guerrier divin, mais était toujours l'ombre de Syd. Hilda dit à Bud qu'il devait rester caché, mais si Syd mourrait, Bud deviendrait le Guerrier divin de Zeta à sa place. Ikki, désolé pour Bud, se lève et, pour le bien de son frère, jure de gagner la bataille. | |                                |                                                    |                       |
| 94 | Les Liens de sang / Les Liens du sang                                                                         | 兄弟の絆! シドよ祖国に眠れ     | Kyōdai no kizuna ! Syd yo sokoku ni nemure         | 17 septembre 1988     |
| Il semble qu'Ikki ne soit pas à la hauteur de Bud. Shun et Ikki tentent d'attaquer ensemble, mais sont tous deux abattus par Bud. Ikki utilise ensuite son illusion du Phoenix contre Bud. Dans son esprit, Bud bat Syd, mais pour une raison quelconque, il ne peut pas lui porter le coup mortel. Ikki confronte Bud au sujet de sa tentative d'aider Syd lors de sa bataille avec Shun, même s'il prétendait qu'il voulait la mort de Syd. Ikki et Bud s'affrontent à nouveau, Ikki arrivant en tête après avoir réveillé son septième sens. Soudain, Syd se faufile sur Ikki et le tient pour que Bud puisse le vaincre. Même si Bud est inquiet, Syd lui dit qu'il est en train de mourir de toute façon, donc il n'a pas à s'inquiéter. Ikki demande à Syd s'il était au courant pour son frère depuis le début. Syd le confirme en disant que lui et leurs parents n'ont jamais cessé de se soucier de lui. Syd voulait également que son frère soit un Guerrier divin. Ikki dit à Bud qu'il n'arrêtera pas son attaque, mais quelque chose le retient. Syd meurt à ce moment précis et Bud réalise que ce qui le retenait, c'était l'amour qu'il avait pour son frère. Ikki explique que même si les frères peuvent parfois se détester ou s'entre-tuer, ils n'oublient jamais qu'ils tiennent l'un à l'autre. Bud part, avec Syd dans ses bras, croyant au monde pour lequel Ikki se bat, un monde où les frères séparés peuvent se réunir et vivre heureux. Pendant ce temps, Hyoga a utilisé tout son pouvoir pour tracer un chemin permettant à Seiya de continuer. Seiya se lève et Hyoga lui dit de continuer. Shun et Ikki avancent pour combattre le dernier Guerrier divin. Bud se lance dans le blizzard avec son frère, espérant qu'ils renaîtront dans une maison sans conflit. | |                                |                                                    |                       |
| 95 | L'Épée d'Odin / Siegfried, le héros légendaire                                                                | 気高き勇者! 甦える伝説の騎士   | Kedakaki yūsha ! Yomigaeru densetsu no kishi       | 15 octobre 1988       |
| Kiki essaie d'empêcher Freyja de se mettre aux côtés de Saori, qui s'affaiblit de minute en minute. Elle se rend compte que même si Siegfried est le dernier Guerrier divin, il se réincarne à partir d'un guerrier du même nom, devenu immortel après avoir vaincu un dragon et s'être baigné dans son sang. Shun et Ikki emmènent Hyoga avec eux plus loin dans le palais. Seiya atteint la statue d'Odin, mais Siegfried de Dubhe se met en travers de son chemin, ne voulant montrer aucune pitié. Siegfried esquive facilement les attaques de Seiya et le vainc avec sa technique épée d'Odin. Hyoga, Shun et Ikki arrivent tandis que Kiki et Freyja regardent Saori s'affaiblir de minute en minute. Pendant ce temps, dans la forêt, Shiryu se lève pour rejoindre ses amis. Ikki affronte Siegfried seul, mais n'est pas à sa hauteur. Hyoga et Shun sont également vaincus. Siegfried pleure son ami Hägen et se souvient qu'il doit toujours protéger Hilda et Asgard. Seiya se lève, prêt à combattre à nouveau le Guerrier divin. Siegfried commence à avoir des doutes sur la raison pour laquelle il se bat parce que Seiya lui dit que Hilda est possédée. À ce moment-là, alors que Shaina et Shiryu arrivent, Siegfried déclenche son attaque la plus puissante, le blizzard du Dragon, et alors que Shaina va protéger Seiya, ils encaissent tous les deux le coup. | |                                |                                                    |                       |
| 96 | Le Tout pour le tout / Dragon contre Dragon                                                                   | 龍対龍! 十万分の一秒の勝機     | Ryū tai ryū ! Jūmanbun no ichibyō no shōki         | 22 octobre 1988       |
| Shiryu affronte Siegfried seul, bien qu'il ne porte pas son armure de dragon. Quelle que soit la technique utilisée par Shiryu, Siegfried est indemne, ce qui lui fait se demander s'il n'est pas immortel, tout comme la légende. Shiryu est frappé par la technique de l'épée d'Odin et pense utiliser le Dragon Final, comme il l'a fait sur Shura. Il s'accroche à Siegfried et prépare la technique interdite. À ce moment-là, l'esprit de Shura parle à Shiryu et lui dit de ne pas le faire, sinon non seulement il ne protégera pas Athéna, mais le saphir d'Odin serait également détruit. Siegfried se détache et utilise le blizzard du Dragon sur Shiryu. Il se souvient alors de la leçon de Roshi sur une technique à double tranchant, et de son point faible, qui peut non seulement blesser l'adversaire, mais blesser celui qui l'utilise. Shiryu dit à Seiya de surveiller attentivement et il brûle son Cosmos pour frapper Siegfried à son point faible, son cœur, tout comme le point faible de Shiryu lorsque Seiya l'a combattu pour la première fois. Siegfried de la légende avait aussi le même point faible. Après avoir tué le dragon, Siegfried devint immortel après s'être baigné dans son sang. Cependant, une feuille lui tomba sur le dos, juste derrière son cœur. En effet, il a été touché à cet endroit par une lance. Il est mort à cause de son point faible. Shiryu a accompli ce qu'il devait faire pour montrer le point faible de Siegfried à Seiya et s'évanouit. Seiya se lève pour que ses amis se battent à nouveau. Hilda attend près de son trône et reçoit la visite de quelqu'un travaillant pour l'être qui lui a donné l'anneau du Nibelung. Seiya doit frapper le cœur de Siegfried au 100 000ème de seconde pour gagner.m | |                                |                                                    |                       |
| 97 | Le Général Sirène / La Mélodie d'un funeste messager                                                          | 海魔女! 美しき死の調べ         | Siren ! Utsukushiki shi no shirabe                 | 29 octobre 1988       |
| Les deux guerriers utilisent leurs techniques, mais Seiya est maîtrisé et tombe au sol, mais il a réussi à porter plusieurs coups sur le cœur de Siegfried. Saori, Shiryu et ses amis envoient leur Cosmos sur Seiya, faisant douter Siegfried si Hilda a raison ou si Athéna est la vraie justice. Hilda arrive soudainement et tente d'achever Seiya, mais Siegfried l'arrête pour confirmer ses doutes. Ils attaquent à nouveau, les météores de Seiya repoussant le blizzard du Dragon de Siegfried et attaquant son cœur. Seiya a finalement gagné et part récupérer le Saphir. Mais un homme, jouant de la flûte, arrive et se présente comme un General des Marinas au service du dieu de la mer Posséidon, Sorrento de la sirène. Il est venu du Sanctuaire de la Mer, sur ordre de Posséidon, pour emmener Hilda avec lui. Sorrento révèle que Posséidon a pris le contrôle d'Hilda avec l'Anneau des Nibelungen, afin de contrôler le monde gouverné par Athéna et de la tuer. Seiya essaie d'arrêter Sorrento, mais sa musique affecte son esprit, le laissant vulnérable à une attaque. Siegfried, réalisant maintenant la vérité et que Seiya ayant raison, il lui remet le dernier saphir d'Odin. Il part ensuite combattre Sorrento, utilisant ses dernières forces. Sorrento joue de sa flûte, avec sa Symphonie sans issue, semblable à la sirène de la mythologie grecque qui attire les marins avec sa musique pour les dévorer. Siegfried se bouche les oreilles et détruit ses tympans pour ne plus entendre la musique, mais cela ne sert à rien puisque cela va directement au cerveau. Même si Siegfried est attaqué, il va quand même combattre Sorrento et le maitise. Utilisant ses dernières forces, Siegfried prend Sorrento, s'élevant vers le ciel, se sacrifiant pour tuer le général. Il confie Asgard et Hilda à Seiya, qui jure que sa mort ne sera pas vaine. Avec les sept Saphirs d'Odin en main, Seiya doit maintenant affronter Hilda afin de sauver Athéna. | |                                |                                                    |                       |
| 98 | L'Armure d'Odin / L’Apparition de l’armure d’Odin                                                             | 奇跡の出現! オーディーンローブ | Kiseki no shutsugen ! Odin Robe                    | 5 novembre 1988       |
| Avec son pouvoir maléfique, Hilda tente de tuer Seiya. Shiryu, Hyoga, Shun et Ikki luttent pour aider leur ami. Le Cosmos de Saori ne durera plus longtemps. Seiya riposte, mais ne peut pas tuer Hilda, sinon Asgard et le monde seraient perdus. Hilda attaque et Seiya tombe d'une falaise. Alors que Seiya est sur le point d'abandonner, l'esprit de Saga l'appelle, lui rappelant leur combat et comment il a éveillé le septième sens pour le vaincre et sauver Athéna. Saga rappelle également à Seiya qu'il gagnera tant qu'il aura de l'espoir, lui confiant Athéna. Seiya remonte et se dirige vers la statue d'Odin. Hilda attaque à nouveau, mais Hyoga et les autres font face comme boucliers pour protéger Seiya. Ses amis étant vaincus, Seiya atteint la statue, mais ne reçoit pas de réponse. Hilda attaque à nouveau Seiya, croyant qu'elle a gagné. Les Saphirs d'Odin se élèvent soudainement et se placent sur la couronne d'Odin. Seiya est miraculeusement sauvé et la légendaire armure d'Odin apparaît, accompagnée de la légendaire épée Balmung. L'armure de Pegase se détache pour faire place celle d'Odin. Hilda attaque avec l'Anneau des Nibelungen, mais alors que Seiya est sur le point de porter le coup mortel, il s'arrête. Elle est innocente et sous le contrôle de Poséidon, il ne peut donc pas la tuer. Hilda en profite pour attaquer et Seiya est à terre. Odin parle soudainement à Seiya à travers son Cosmos et lui dit d'avancer et de protéger Asgard. Avec une force et une conviction retrouvées, Seiya frappe Hilda avec l'épée Balmung. | |                                |                                                    |                       |
| 99 | Amère victoire / Une prière éternelle pour Athéna                                                             | アテナよ! 気高き永遠の祈り     | Athena yo ! Kedakaki towa no inori                 | 12 novembre 1988      |
| Seiya est victorieux car l'Anneau des Nibelungen est finalement détruit. L'armure d'Odin se sépare de Seiya, accomplissant ainsi sa mission. Cependant, Hilda est à terre et saigne. Seiya craint de l'avoir tuée, et Saori est également à terre, épuisée d'avoir utilisé tout son Cosmos. Asgard commence à s'effondrer et le déluge semble imminent. Alors que le déluge débute, les amis de Seiya reprennent conscience, tout comme Hilda. Elle prend ensuite l'épée Balmung et prie pour que tout redevienne normal, tandis que Seiya, Shaina, Marine et leurs amis se dirigent vers Athéna. Freyja est capable de ressentir le Cosmos de sa sœur pendant qu'elle prie. Hilda demande pardon, car elle a pu voir comment Athéna et ses chevaliers ont souffert et comment ses Guerriers divins sont morts sous le contrôle de Posséidon et n'a rien pu faire pour l'arrêter. L'inondation s'arrête, et le Cosmos de Saori revient vers elle, se réveillant, au grand soulagement de tous. Hilda descend s'excuser auprès de tout le monde et retrouve sa sœur Freyja. Saori lui demande d'être forte et d'apprendre de ses erreurs afin de protéger Asgard. Les choses semblent revenir à la normale, mais un raz-de-marée s'abat sur tout le monde. Quand ils se réveillent, ils voient que Saori a disparu. Saori est inconsciente, dans les bras de Posséidon. | |                                |                                                    |                       |

### ArcPoséidon
| No | Titre des épisodes censurés (sources : TF1) / Titre des épisodes non censurés (sources : Anime guides) | Titre japonais                 | Titre japonais                                     | Date de 1re diffusion |
| No | Titre des épisodes censurés (sources : TF1) / Titre des épisodes non censurés (sources : Anime guides) | Kanji                          | Rōmaji                                             | Date de 1re diffusion |
| --- | --- | ------------------------------ | -------------------------------------------------- | --------------------- |
| 100 | Le Gouffre mystérieux / Bataille contre l’empereur Poséidon                                            | 海皇ポセイドン! 聖戦ふたたび   | Kaiou Poseidon! Seisen Futatabi                    | 19 novembre 1988      |
| Des pluies torrentielles et des inondations s'abattent partout dans le monde. Tatsumi, Jabu et les autres chevaliers de bronze au Japon sont conscients de la panique qui règne dans le monde et se demandent ce qui se passe. À Asgard, Seiya et Shun retournent voir Hilda et Freyja, sans nouvelle de Shiryu et Hyoga et sans indices de l'endroit où se trouve Saori, mais ils croient que Poséidon l'a emmenée dans son sanctuaire sous-marin. Saori se réveille et rencontre Poséidon, mais elle le reconnaît comme étant Julian Solo. Elle l'a rencontré pour la première fois lors de la fête de son 16e anniversaire. La famille de Julian Solo est l'un des marchands maritimes les plus riches au monde et il en est l'héritier. Lorsqu'il a rencontré Saori, il lui a proposé de se marier, mais elle a respectueusement refusé. Julian a été choisi comme réincarnation de Poséidon. Poséidon lui dit que la pluie continuera pendant 30 jours et que l'eau restera pendant 150 jours, tuant toute l'humanité, mais épargnant Saori, puisqu'il est toujours amoureux d'elle. Il offre à Saori la chance de régner à ses côtés, mais une fois de plus, elle le rejette. Saori est prête à se sacrifier et espère que ses chevaliers arriveront pour écraser son ambition. De retour à Asgard, Hilda et Freyja découvrent des textes anciens qui révèlent un chemin vers le sanctuaire de Poséidon. Le chemin est un lac avec un tourbillon géant, Seiya et Shun y sont aspirés. Ils arrivent au fond des mers, dans le sanctuaire sous-marin où l'eau est retenue au-dessus d'eux. Soudain, la Thétis de la Néréide, une mariner travaillant pour Poséidon, apparaît. Seiya et Shun la poursuivent, essayant de voir si elle sait où se trouve Saori. Thetis essaie de les piéger en utilisant son piège de corail pour les enfermer, mais Seiya le détruit. À ce moment-là, le général Mariner, Dragon des mers, apparaît et bat facilement les deux chevaliers d'un seul coup.                                                                 | |                                |                                                    |                       |
| 101 | Les Piliers des sept mers / Les Sept Piliers des mers                                                  | 打ち砕け! 七つの海の巨大柱     | Uchikudake! Nanatsu no Umi no Mammotsu Pirraru     | 26 novembre 1988      |
| Seiya et Shun récupèrent et battent les mariners arrivés. Pendant ce temps, Poséidon emmène Saori dans un endroit où elle donnera à l'humanité une chance de vivre, en sacrifiant sa vie. Il explique que le sanctuaire sous-marin possède des 7 piliers qui soutiennent les sept mers : les océans Pacifique Nord, Pacifique Sud, Atlantique Nord, Atlantique Sud, Indien, Arctique et Antarctique. Le pilier central qui soutient la mer dans son intégralité est le principal. S’il est détruit, le sanctuaire sous-marin n’existera plus. L'eau qui pleut sur la Terre tombe maintenant sur Saori alors qu'elle est enfermée à l'intérieur du pilier principal, inondant la pièce à l'intérieur, donnant une chance à l'humanité. De plus, les sept piliers sont protégés par les généraux des Mariners, les guerriers de haut rang de Poséidon, réputés aussi puissants que les chevaliers d'or. Dragon des Mers part et Thetis parle à Seiya et Shun de Saori et des 7 piliers. Saori mourra lorsque la pièce à l'intérieur du pilier principal sera remplie d'eau. La seule façon de détruire le pilier principal est de détruire les sept autres piliers et de vaincre les sept généraux Mariner. Leur mission étant claire, Seiya et Shun se dirigent vers le pilier de l'océan Pacifique. A Lushan, Kiki ramène Shiryu à Asgard pour atteindre le sanctuaire de Poséidon. Même si Shunrei est triste du départ de Shiryu, Roshi explique que c'est son destin et celui des chevaliers de sauver le monde. Après avoir vaincu d'autres mariners, Seiya atteint le pilier du Pacifique Nord. Il lance une comète de Pégase pour détruire le pilier, mais elle est bloquée par le général Mariner, Baian de l'Hippocampe. Hyoga retourne à Asgard et plonge dans le lac en direction du sanctuaire de Poséidon. Le Météore de Pégase de Seiya est bloqué par un mur invisible créé par Baian. Il est ensuite envoyé voler par le souffle divin de Baian.                                                                                              | |                                |                                                    |                       |
| 102 | L'Armure mystérieuse / Quand le bronze devient doré                                                    | 神秘の輝き! 金色の青銅聖衣     | Shinki no kagayaki! Kiro no Buronsu Kurosu         | 3 décembre 1988       |
| Seiya a été attaqué deux fois par le souffle divin de Baian et est toujours capable de se tenir debout. Baian utilise son attaque la plus puissante, "les vagues ascendantes", qui envoie Seiya jusqu'à la surface de l'océan Pacifique. Shiryu et Kiki arrivent à Asgard et plongent dans le lac. Seiya a pu retourner sur le champ de bataille, déterminé à gagner. Alors qu'il attaque à nouveau avec ses Météores, Seiya est capable de briser le mur défensif de Baian. Shun arrive au pilier du Pacifique Sud et voit une femme mystérieuse, mais elle se transforme en démon. Il attaque, mais Shun est capable de se défendre avec sa chaine nébulaire. Raillé par le gardien du pilier, Shun est confronté au General Mariner, Io de Scylla. De retour au pilier du Pacifique Nord, l'armure de Pégase a commencé à briller comme une armure dorée pendant un instant. Seiya explique que c'est le sang des chevaliers d'or, qui a ravivé l'armure de bronze, qui l'a transformé en or. Reconnaissant pour ce que les chevaliers d'or lui ont donné, Seiya attaque à nouveau. Pendant ce temps, Thetis se met sur le chemin de Shiryu, mais Kiki la distrait avec sa télékinésie pendant que Shiryu s'en va, malheureusement il n'est pas à la hauteur de la Nereïde. Baian ne comprend pas pourquoi les attaques de Seiya l'ont atteint, mais Seiya explique qu'il a pu l'attaquer parce que Misty du Lézard, le premier chevalier d'argent qu'il a jamais combattu, a utilisé un mur défensif similaire et a vu à travers. Les écailles d'Hippocampe de Baian ont été fissurées à cause des météores de Seiya. Baian attaque à nouveau, mais ses techniques sont désormais inutiles contre lui. Seiya brûle son Cosmos jusqu'au Septième Sens et son armure de Pégase redevient dorée. Avec une puissante comète de Pégase, Seiya tue finalement Baian. Shiryu et Hyoga arrivent et Seiya leur explique la situation. Ils se dirigent ensuite vers différents piliers tandis que Seiya reste sur place pour détruire le pilier du Pacifique Nord. | |                                |                                                    |                       |
| 103 | La Toile d'Andromède / Les Terrifiantes Bêtes de Scylla                                                | 危うし瞬! 恐るべき魔獣の牙     | Haoyaoshishi Shun! Osorubeki no Mayun no Kiba      | 10 décembre 1988      |
| Avec son dernier souffle, Baian dit à Seiya qu'il ne pourra jamais détruire le pilier. La comète de Seiya et le météore de Pégase sont inutiles et ne parviennent même pas à faire une égratignure. Pendant ce temps, Kiki est sauvée par Shaina qui a apporté l'armure d'or de la Balance avec elle, sous les ordres de Roshi. Seiya prévoit de détruire le pilier en utilisant son propre corps, mais Kiki l'arrête et lui apporte l'armure doré. Pendant ce temps, Shaina est restée sur place pour combattre Thétis. Le Bouclier d'Or vole entre les mains de Seiya, et il l'utilise pour finalement détruire le pilier du Pacifique Nord d'un puissant lancer. Lorsque le pilier est détruit, le sanctuaire tremble et il semble que la mer descende. Les chevaliers et Thétis sentent que le pilier est également détruit. Hyoga et Shiryu se séparent pour se rendre vers des piliers différents. Seiya dit à Kiki de trouver Shun et de lui donner l'armure de la Balance. Pendant ce temps, au pilier de l'océan Pacifique Sud, Shun se souvient de la légende de Scylla, qui se transforme en six horribles bêtes (aigle, loup, reine des abeilles, serpent, chauve-souris et ours) et lorsqu'un navire naviguait près de son antre, les marins allient à leur perte. Io commence son assaut avec sa première attaque, "Serres d'Aigle" et brise la défense de Shun. Ensuite, il utilise le "loup sauvage", le "Dard de la reine des abeilles" et "l'étranglement du Serpent", qui blessent gravement Shun. Vient ensuite "aspiration du Vampire", faisant perdre beaucoup de sang à Shun. Enfin, Io déclenche l'attaque la plus puissante, la "Gifle de grizzly". Cependant, il n'a pas attaqué de toutes ses forces afin que Shun puisse choisir l'attaque qui le tuerait. Alors que Io utilise "Dard de la reine des abeilles", Shun contre-attaque avec sa chaîne se transformant en filet d'araignée, lui permettant de détruire la reine des abeilles.                                                                                       | |                                |                                                    |                       |
| 104 | La Naissance de Poséidon / L’Indestructible chaîne dorée                                               | 魔獣死すべし! 不滅の黄金鎖     | Mayu Shishubeshi! Fumetsu Gorudo Shaan             | 17 décembre 1988      |
| Io attaque avec "Serres d'Aigle" , mais Shun contre-attaque avec un "lancer de filet" et détruit l'aigle. Shun ne veut pas se battre, mais Io continue avec "l'étranglement du Serpent". Shun termine avec Spirale . Poséidon parle à Saori de la nuit où ils se sont rencontrés. Julian se rend au Cap Sounion et trouve le Trident de Poséidon. Thétis apparut et lui dit que Poséidon s'était réincarné en lui et l'emmena au sanctuaire de Poséidon pour régner. Les écailles de Poséidon couvraient Julian et régnaient sur les océans depuis ce jour, prêts à détruire l'humanité pour avoir contaminé la planète que les dieux leur avaient accordée. Cependant, Saori a toujours confiance en ses chevaliers. Io attaque avec "Aspiration du Vampire", mais Shun contre-attaque avec "Tir de Boomerang". Io continue avec son "loup sauvage", alors Shun le détruit avec "piège sauvage". Enfin, Io utilise "gifle du Grizzly", mais Shun le termine avec grande Capture, brisant l'écaille de Scylla. Shun se concentre maintenant sur la destruction du pilier du Pacifique Sud, mais cela ne fonctionne pas. Io se libère et attaque avec sa Tornade géante. Shiryu atteint le pilier de l'océan Indien et fait face à Chrysaor de Krishna et sa lance dorée. Shun récupère et continue d'essayer de détruire le pilier, au grand choc d'Io. Alors que Io se prépare à tuer Shun, il éveille son septième sens, divise la grande tornade et capture à nouveau Io. Cette fois, cependant, l'armure d'Andromède de Shun devient dorée. | |                                |                                                    |                       |
| 105 | Excalibur / Excalibur, l’héritage de Shura                                                             | 聖剣! 右腕に宿るシュラの魂     | Ekusukaribā! Huan ni Yadoru Shura no Tamashii      | 24 décembre 1988      |
| Shun se rend compte que le sang des chevaliers d'or a causé le miracle, mais Io assure que le pilier ne sera jamais détruit, même les chevaliers d'or ne peuvent pas le faire. Shun décide de sacrifier sa vie pour tenter de détruire le pilier. Pendant que Seiya et Hyoga tentent de trouver les prochains piliers, Kiki arrive à Shun à temps et le Nunchaku de la Balance vole vers la main de Shun. Shun détruit le pilier alors que Io se sacrifie pour le sauver, mais en vain. Le pilier du Pacifique Sud est détruit. Alors qu'Io meurt, il dit à Shun qu'il ne doit pas avoir de compassion pour l'ennemi, sinon il perdra également la vie. Shiryu continue sa bataille avec Chrysaor de Krishna au pilier de l'océan Indien, luttant pour esquiver la lance dorée. Shiryu défie la Lance de Krishna avec son propre Bouclier Dragon. Malheureusement, la Lance traverse le bouclier et le corps de Shiryu. Shiryu garde la Lance dans son corps pour tenter de la briser, mais cela ne fonctionne pas. Lorsque l'espoir semble perdu, l'esprit du Capricorne Shura parle à Shiryu et révèle quelque chose quand il lui a sauvé la vie. Shura a donné du pouvoir au bras droit de Shiryu, lui permettant d'utiliser l'épée légendaire, Excalibur. Shiryu se lève et fait à nouveau face à Krishna. Les deux armes s'entrechoquent, mais le bouclier arrête la lance. Le bouclier et l'armure du Dragon de Shiryu deviennent dorés et Shiryu essaie d'utiliser Excalibur, mais cela ne fonctionne pas. Krishna pense que Shiryu dépend trop de son armure, alors il l'enlève, risquant sa vie pour réveiller Excalibur. Enfin, Shiryu coince Krishna et coupe la Lance d'Or avec Excalibur, ainsi que les Écailles de Chrysaor. Shiryu demande à Krishna de se retirer, mais il lévite soudainement dans les airs, libérant un Cosmos plus puissant. | |                                |                                                    |                       |
| 106 | Le Piège des sept piliers / Retrouvailles mortelles                                                    | 夢無残! 再会は死の匂い         | Yume mudan! Saikai wa Shino Nioi                   | 14 janvier 1989       |
| Le Cosmos de Krishna empêche Shiryu d'atteindre le pilier. Même l'envol du Dragon ne peut pas le franchir. Krishna explique que son Cosmos, connu sous le nom de Chakra, est formé de sept points vitaux. À moins que Shiryu ne détruise ces points, la barrière ne sera pas brisée. Krishna utilise alors son attaque "Maha Roshini", ce qui laisse Shiryu aveugle. Shiryu brûle son Cosmos au Septième Sens et voit les sept points vitaux. Il utilise ensuite Excalibur pour détruire les points, avec Krishna. Hyoga atteint le pilier de l'océan Antarctique, mais étonnamment, Camus du Verseau l'attend. Hyoga l'attaque, sachant très bien que Camus est mort lors de la bataille des 12 Maisons. Camus bloque l'attaque, essayant de prouver qu'il est qui il est. Il utilise ensuite Exécution de l'aurore et Hyoga croit enfin que son maître est vivant. Kiki arrive au pilier de l'océan Indien. Pendant ce temps, Seiya arrive également au Pilier Antarctique, et Marine est là, lui disant de revenir avec lui, ce qu'il trouve étrange, puisqu'elle n'exprime pas ses émotions. Marine révèle qu'elle est sa sœur, Seika et enlève son masque pour révéler la vérité. Elle le serre dans ses bras et Seiya lui rend son bras, ravi de retrouver enfin sa sœur, mais une ombre sinistre apparaît. Shiryu utilise l'épée de la Balance pour détruire le pilier de l'océan Indien. Shun arrive au pilier de l'Antarctique et trouve Seiya et Hyoga vaincus d'un seul coup. Soudain, Ikki apparaît derrière lui et l'attaque. | |                                |                                                    |                       |
| 107 | Les Démons des eaux / L'Impitoyable chasseur d’âmes                                                    | 心の狩人! リュムナデス無情     | Kokoro no Kariuudo! Ryumunadesu mujō.              | 28 janvier 1989       |
| 108 | Isaak le traître / Isaak, l’homme au cœur de glace                                                     | アイザック! 氷の心を持つ男     | Aizakku! Kori no Kokoro Motsu Otoko                | 11 février 1989       |
| 109 | Une nouvelle victoire / Le Triste Combat de Hyôga                                                      | がんばれ貴鬼! 哀しき死闘       | Ganbare Kiki! Kanashiki Shitō                      | 18 février 1989       |
| 110 | Le Chant d'Athéna / Le Chant sacré d’Athéna                                                            | 聞け! 美しきアテナの歌声       | Kike! Utsukushiki Atena no Utagoue                 | 25 février 1989       |
| 111 | Un combat désespéré / Unis jusqu’à la mort                                                             | 友よ! 死ぬ時は一緒だ           | Tomoyo! Shi no toki wa Issho da                    | 11 mars 1989          |
| 112 | L'Urne d'Athéna / Le Réveil de Poséidon                                                                | ふたつの魂! 海皇復活の謎       | Futatsu no Tamashii! Poseidon Fukkatsu no Nazo     | 18 mars 1989          |
| 113 | La Flèche ensanglantée / La Flèche de la justice                                                       | 海皇を射て! 黄金の一矢         | Poseidon wo Ute! Ōgon no Ishi                      | 25 mars 1989          |
| 114 | Le Combat des dieux / L'Éternelle légende des héros                                                    | 輝け友情の星よ! 永遠の少年伝説 | Kagayake Yūjō no Hoshi Yo! Eien no Shōnen Densetsu | 1er avril 1989        |

## Deuxième partie: ChapitreHadès

### ArcLe Sanctuaire d'Hadès
| Ép       | Titre français                          | Titre Japonais         | Titre Japonais               | Date de 1re diffusion |
| Ép       | Titre français                          | Japonais               | Rōmaji                       | Date de 1re diffusion |
| -------- | --------------------------------------- | ---------------------- | ---------------------------- | --------------------- |
| 1 (115)  | Les Débuts d'une nouvelle guerre sainte | 新たなる聖戦のはじまり | Aratanaru seisen no hajimari | 9 novembre 2002       |
| 2 (116)  | Les Trois Chevaliers larmoyants         | 慟哭の三人             | Dôkoku no sannin             | 9 novembre 2002       |
| 3 (117)  | L'Ombre des rampants                    | 蠢く者の影             | Ugomeku mono no kage         | 14 décembre 2002      |
| 4 (118)  | La Rédemption du demi-dieu              | 半神の贖罪             | Hanshin no shokuzai          | 14 décembre 2002      |
| 5 (119)  | Rencontres inattendues                  | かりそめの再会         | Karisome no saikai           | 11 janvier 2003       |
| 6 (120)  | Le Chevalier du passé                   | 古の闘士               | Inishie no tôshi             | 11 janvier 2003       |
| 7 (121)  | Le Groupe vêtu de noir                  | 黒き衣の群れ           | Kuroki koromo no mure        | 8 février 2003        |
| 8 (122)  | Un temps d'hésitation                   | 逡巡の刻               | Shunjun no toki              | 8 février 2003        |
| 9 (123)  | La Fin de l'orgueil                     | 矜持の果て             | Kyôji no hate                | 7 mars 2003           |
| 10 (124) | Le Choc des armures d'or                | 金色の激突             | Konjiki no gekitotsu         | 7 mars 2003           |
| 11 (125) | Terreur sur le sanctuaire               | 震撼の聖域             | Shinkan no sankuchuari       | 12 avril 2003         |
| 12 (126) | L'Armure sacrée d'Athéna                | 女神の聖衣             | Atena no kurosu              | 12 avril 2003         |
| 13 (127) | L'Ultime Décision                       | 決意の朝               | Ketsui no asa                | 12 avril 2003         |

### ArcInferno
La chaîne Mangas a diffusé l'arc Inferno, avec un épisode inédit par semaine, du 23 novembre 2011 au 8 février 2012.
Attention : Les titres présentés proviennent de la première diffusion française sur Mangas et sont par conséquent la référence temporaire pour la traduction officielle jusqu'à la sortie des premiers coffrets DVD de l'éditeur licencié AB Groupe. Les titres des épisodes sur DVD correspondent exactement aux titres de la chaine manga
| Épisodes | Titre français                               | Titre japonais                   | Titre japonais                    | Date de 1re diffusion                                               |
| Épisodes | Titre français                               | Japonais                         | Rōmaji                            | Date de 1re diffusion                                               |
| -------- | -------------------------------------------- | -------------------------------- | --------------------------------- | ------------------------------------------------------------------- |
| 1 (128)  | La Traversée du fleuve Acheron               | 渡れ！アケローンの河             | Watare! Akeron no kawa            | : 17 décembre 2005 sur Sky Perfect TV : 23 novembre 2011 sur Mangas |
| 2 (129)  | Un tribunal silencieux                       | 静かなる法廷                     | Shizuka-naru hôtei                | : 17 décembre 2005 sur Sky Perfect TV : 30 novembre 2011 sur Mangas |
| 3 (130)  | Orphée, un Chevalier légendaire              | 伝説の聖闘士オルフェ             | Densetsu no seinto Orufe          | : 12 janvier 2006 sur Sky Perfect TV : 7 décembre 2011 sur Mangas   |
| 4 (131)  | Orphée, le requiem tragique                  | オルフェ 悲しき鎮魂歌            | Orufe kanashiki rekuiemu          | : 12 janvier 2006 sur Sky Perfect TV : 14 décembre 2011 sur Mangas  |
| 5 (132)  | Hadès et la Possession démoniaque            | ハーデス！驚愕の憑依             | Hâdesu! Kyôgaku no hyôi           | : 18 février 2006 sur Sky Perfect TV : 21 décembre 2011 sur Mangas  |
| 6 (133)  | Un combat féroce, le chemin vers la Giudecca | 激闘！ジュデッカへの道           | Gekitô! Jûdekka he no michi       | : 18 février 2006 sur Sky Perfect TV : 28 décembre 2011 sur Mangas  |
| 7 (134)  | Le Châtiment divin, l'ultime éclipse         | 神罰！グレイテスト・エクリップス | Shinbatsu! Gureitesuto Ekurippusu | : 15 décembre 2006 sur Sky Perfect TV : 4 janvier 2012 sur Mangas   |
| 8 (135)  | Ikki ! Le Gémissement de ses poings          | 一輝！慟哭の拳                   | Ikki! Dokoku no ken               | : 15 décembre 2006 sur Sky Perfect TV : 11 janvier 2012 sur Mangas  |
| 9 (136)  | Athéna ! Une déesse met sa vie en jeu        | 女神！その命をかけて             | Atena! Sono inochi wo kakete      | : 19 janvier 2007 sur Sky Perfect TV : 18 janvier 2012 sur Mangas   |
| 10 (137) | Désespoir devant le mur des lamentations     | 絶望！嘆きの壁                   | Zetsubo! Nageki no kabe           | : 19 janvier 2007 sur Sky Perfect TV : 25 janvier 2012 sur Mangas   |
| 11 (138) | Toutes les armures d’or se réunissent        | 集結！黄金聖衣                   | Shuketsu! Gorudo kurosu           | : 6 février 2007 sur Sky Perfect TV : 1er février 2012 sur Mangas   |
| 12 (139) | Adieu ! Chevaliers d’or                      | さらば！黄金の聖闘士             | Saraba! Ôgon no seinto            | : 6 février 2007 sur Sky Perfect TV : 8 février 2012 sur Mangas     |

### ArcElysion
Mangas a diffusé l'arc Elysion du 15 février 2012 au 21 mars 2012.
Attention : Les titres présentés proviennent de la première diffusion française sur Mangas et sont par conséquent la référence temporaire pour la traduction officielle jusqu'à la sortie des premiers coffrets DVD de l'éditeur licencié AB Groupe. Les noms des épisodes sur les dvd correspondent exactement aux noms des épisodes de la chaine manga
| Ép      | Titre Français                       | Titre Japonais     | Titre Japonais            | Date de 1re diffusion                                        |
| Ép      | Titre Français                       | Japonais           | Rōmaji                    | Date de 1re diffusion                                        |
| ------- | ------------------------------------ | ------------------ | ------------------------- | ------------------------------------------------------------ |
| 1 (140) | Combat fatal sur la route d'Elysion  | エリシオンへの死闘 | Erijion he no shitô       | 7 mars 2008 sur Sky Perfect TV 15 février 2012 sur Mangas,   |
| 2 (141) | Les Dieux de la mort et du sommeil ! | 死と眠りの神々     | Shi to nemuri no kamigami | 7 mars 2008 sur Sky Perfect TV 22 février 2012 sur Mangas    |
| 3 (142) | Un renfort en or !                   | 黄金の援軍         | Ôgon no engun             | 2 mai 2008 sur Sky Perfect TV 29 février 2012 sur Mangas     |
| 4 (143) | La Légendaire armure divine          | 伝説の神聖衣       | Densetsu no goddo kurosu  | 2 mai 2008 sur Sky Perfect TV 7 mars 2012 sur Mangas         |
| 5 (144) | Le Réveil de la mythologie           | 神話よりの覚醒     | Shinwa yori no kakusei    | : 1er août 2008 sur Sky Perfect TV : 14 mars 2012 sur Mangas |
| 6 (145) | Vers un monde baigné de lumière      | 光あふれる世界へ   | Hikari afureru sekai he   | : 1er août 2008 sur Sky Perfect TV : 21 mars 2012 sur Mangas |